# Karoling művészet

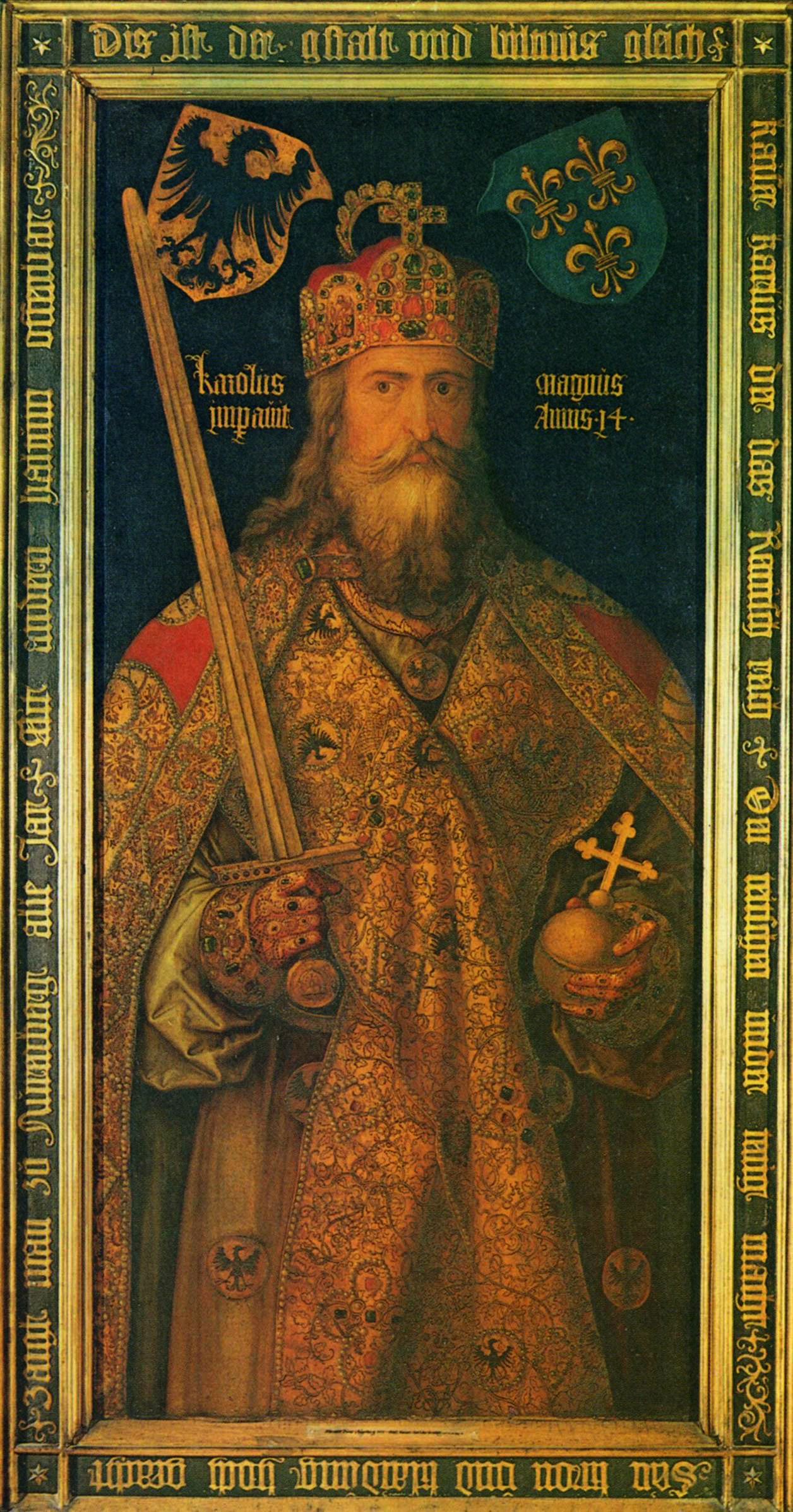
Nagy Károly, Albrecht Dürer festménye

A karoling művészet a Nagy Károly és közvetlen utódai uralkodása alatt készült műalkotások együttese. A karoling művészet virágkora körülbelül száz évig tartott, a 8. század végétől a 9. század végéig. Nagy Károly aacheni udvarában művészek és tudósok gyülekeztek, másolták a római irodalmi műveket, templomokat építettek, mozaikokkal és freskókkal díszítették őket, a könyveket miniatúrákkal ékesítették, s elefántcsontot faragtak. Tanulmányozták a természettudományokat csakúgy, mint a világi irodalmat és az egyházatyák munkásságát. A lemásolt szövegek biztosították a latin irodalom fennmaradását. A Római Birodalom bukása után ez volt az első kísérlet, hogy Nyugat-Európában újjáélesszék az antik hagyományokat. A karoling művészet vívmányait az utána következő Ottó-kori művészet, majd később a román stílusú művészet fejlesztette tovább.

## Történelmi háttér

### A Kezdetektől Nagy Károlyig

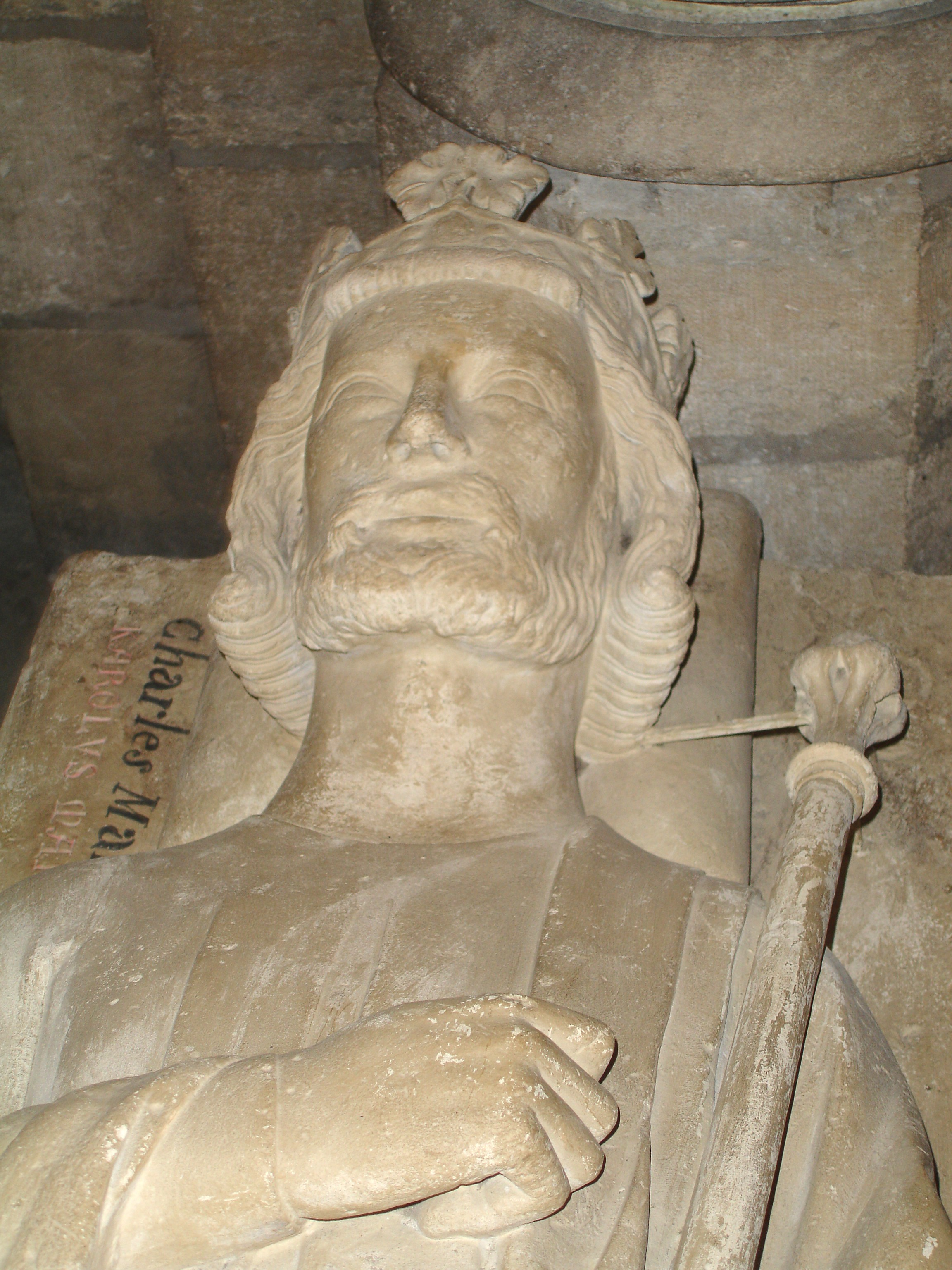
Martell Károly síremléke, Párizs Saint-Denis-Székesegyház

A Karoling nemzetség tagjai kezdetben az austrasiai királyi palota majordomusai voltak, később frank királyok, végül római császárok. A Karolingok már az utolsó igazán sikeres Meroving uralkodó I. Dagobert frank király uralkodása alatt fontos tisztségeket töltöttek be, a család egymást követő nemzedékeinek egyik feladata volt például a királyi ház kiskorú tagjainak védelme. Martell Károly volt az első Karoling aki európai hírnévre tett szert amikor 732-ben Poitiers-nél legyőzte a szaracénokat. 739-ben III. Gergely pápa az ő segítségét kérte a longobárdok elleni harcban. Martell Károly a semmiből jutott fel a csúcsra, Herstali Pipin törvénytelen fia volt, és anyja, valamint a neustriaiak ellen hadakozva szerezte meg magának a majordomusi hivatalt. I. Dagobert uralkodása óta ő volt az első uralkodó aki külföldön is hírnévre tett szert. A gyakorlatban ő volt a frank királyság uralkodója, de csak mint majordomus, mert a Meroving királyokat bármilyen tehetetlenek voltak is nem lehetett félreállítani. A Meroving-dinasztia iránti tisztelet vallásos félelemből fakadt, mert úgy gondolták, hogy a dinasztia egy istenségtől származik, és ez jelentősen megnehezítette a trón elfoglalását. Később III. Pipin 751-ben megkapta II. István pápa támogatását az utolsó Meroving-uralkodó III. Childerich trónfosztásához. Martell Károly újraegyesítette a frank királyságot és hatalmát a Rajnán túlra is kiterjesztette. A papság különösen a Poitiers-nél aratott győzelme után a hit védelmezőjét látta benne. Halála után fiai közül Karlmann néhány év múlva szerzetes lett, másik fia III. Pipin a trónjától megfosztott III. Childerik helyett uralkodott. Ezek után a Karolingok hatalma rohamosan nőtt. Egy hosszú hadjáratsorozat után Pipin lett az úr a Loire-tól nyugatra az Atlanti-óceánig, délre a Földközi-tengerig terjedő területen.

### Nagy Károly kora

Nagy Károly aláírása

III. Pipin frank király 768-ban bekövetkezett halála után két fia kettéosztotta birodalmát. Egymás elleni harcaik az egész birodalmat veszélyeztették, de a fiatalabb fiú, I. Karlmann frank király 771-ben meghalt, így Nagy Károly maradt az egyeduralkodó. 45 évnél is hosszabb uralma a középkor leghíresebb uralkodójává tette. Közel hatvan hadjáratot szervezett, ebből majdnem harmincat maga vezetett. Véget vetett a szászokkal vívott csaknem két évszázados háborúskodásnak, ami nagy vérontással járt és csak 803-ban sikerült békét kötni. Hadjáratai során bevonult Itáliába, elfoglalta Bajorországot, megtámadta az avarokat. Protektora lett a szomszédos szlávoknak is, és őrgrófságokat alakított ki a Friulitól egészen a dán határon fekvő Nordalbiugióig. Amikor III. Leó pápa 800-ban császárrá koronázta gyakorlatilag már a Nyugat ura volt. A frank fennhatóság alá került területeken megszilárdította az egyház hatalmát. Komolyan vette vallási kötelezettségeit, és az egyház védelmezőjeként lépett fel.

### I. Lajos frank császártól a Karolingok bukásáig

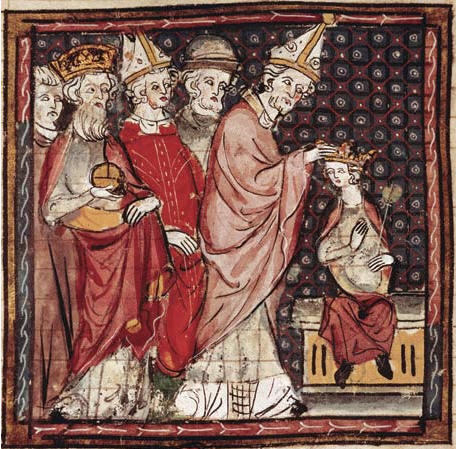
I. Lajos frank császár (Jámbor Lajos) megkoronázása

Nagy Károly halála után az országnak nemcsak belső problémáival, hanem külső támadásokkal is szembe kellett néznie. A helyzetet tovább súlyosbították a dinasztikus küzdelmek. Nagy Károly fia és utóda Jámbor Lajos 817-ben hivatalosan bejelentette, hogy három részre osztja birodalmát fiai között, akik 830-ban háborút indítottak ellene, majd 840-ben bekövetkezett halála után egymás ellen fordultak. A 843-ban megkötött verduni szerződés véglegessé tette a birodalom három részre szakadását II. Károly nyugati frank király, II. Lajos keleti frank király és I. Lothár római császár uralma alatt. Az ő haláluk után a birodalom tovább darabolódott fiaik között. A Nagy Károly által bevezetett közigazgatási rendszer a 9. század közepe táján összeomlott. A birodalom területén nyelvi és etnikai sokféleség uralkodott, ami kiélezte a belső ellentéteket. A papság nem volt képes rá, hogy békét teremtsen a dinasztia egymással versengő tagjai között. A felvirágzó mezőgazdaság, a gazdagon díszített templomok vonzani kezdték a kalandorokat, akik most a tenger felől támadtak. A tengeri hadviselésben a frankok járatlanok voltak. 885-ben Párizst is meg kellett védeni a támadásokkal szemben és a védekezésben kulcsszerepet játszó Eudes (Odo) gróf 888-ban minden frankok királyává koronáztatta magát. A karoling hegemónia így megtört, és ez a Karoling-birodalom végét jelentette. A kulturális fejlődés, a Karoling reneszánsz amelyet még Nagy Károly indított el a 9. század közepén kapott igazán lendületet. Eredményeit nem söpörte el a birodalom összeomlása sem, mert a híres iskolákat (pl. Reimsben) újjáélesztették és még generációkon keresztül működtek. Nagy Károly a keresztény világ egész területéről az udvarába hívta a legkiválóbb tudósokat, akik összegezni próbálták tapasztalataikat. Így a későbbi nemzedékek szélesebb alapokon építkezhettek tovább.

## Nagy Károly udvara és a Karoling reneszánsz

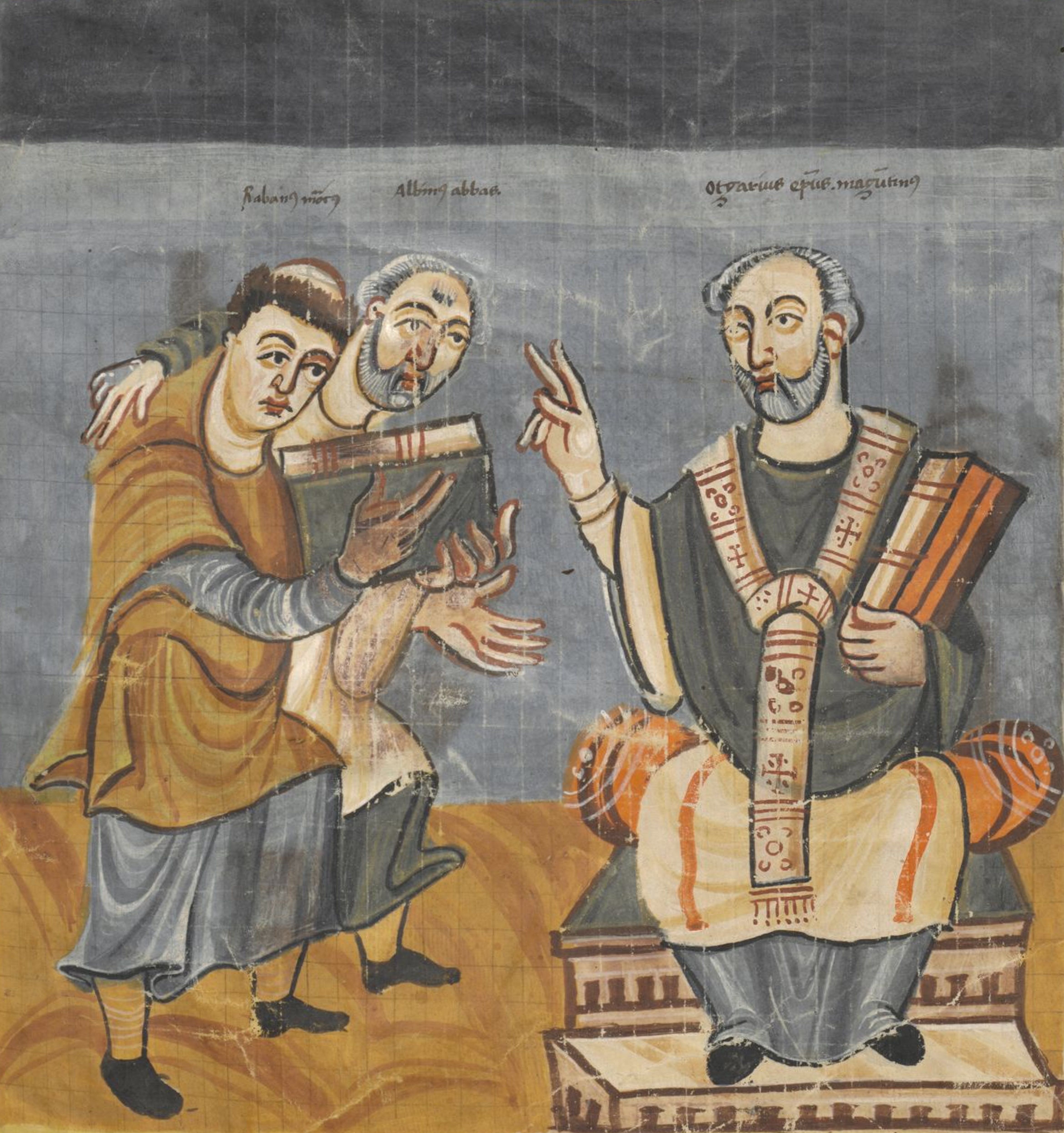
Alcuin, az aacheni palotaiskola vezetője

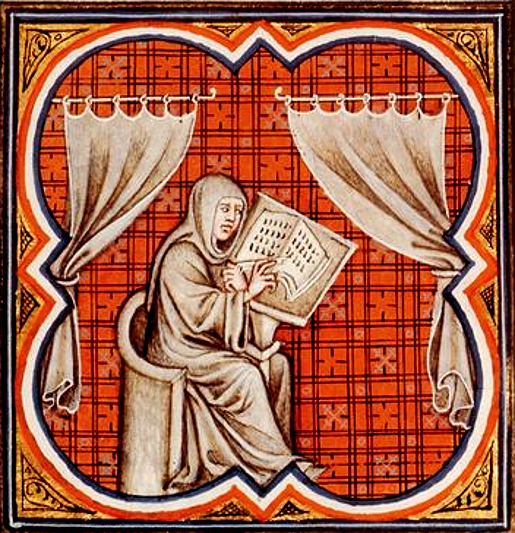
Einhard, Nagy Károly életrajzírója

Nagy Károlynak, az európai középkori kultúra megalapítójának udvarában összpontosult mindaz, ami nyugaton a klasszikus hagyományokból, valamint a germán népek és a kolostorok művészetéből fennmaradt. Nagy Károly birodalmát nyíltan az ókori Rómára utalva Szent Római Birodalomnak nevezte. A Nagy Konstantin korabeli Rómát tekintette követendő példának. Ez a szándék hatotta át a Karoling-kor művészetét, melyet tudósok karoling reneszánsznak neveznek. Ez a meghatározás arra utal, hogy a császár programszerűen az antik művészethez nyúlt vissza és e törekvés jegyében alapított iskolákat a nagy apátságok mellett. Az uralkodó kortársai közül példaképeit Bizáncban és az arab országokban látta, ahol a még élő antik hagyományoknak köszönhetően az oktatás és a művelődés magasabb szinten állt. A Karoling művészet átvette és átalakította az antik formákat. A középkor ekkor fogadott be első ízben hatásokat az ókorból. Nagy Károly politikai rendszere magas szintű tudományt igényelt, hogy a művelődés színvonalának emelésével támogassa az állami szervezeteket, így a közigazgatást és a katonaságot. Az uralkodó és főurai, az udvar előkelőségei és a tisztségviselők legtöbbje germán származású volt, akik alig ismerték a klasszikus kultúra hagyományait. A világiak között alig volt írástudó, időnként még a papok is elképesztő tudatlanságról tettek tanúbizonyságot. Ez aláaknázta az egyház stabilitását és utat nyitott azoknak a babonáknak, amelyekkel a frissen megtérített pogányok ritkán hagytak fel teljesen. A katolikus dogmatikában alapvető jelentősége volt a meggyökeresedett formák pontos betartásának. A gótok ariánus eretnekségre való térítésének következményei figyelmeztetésül szolgáltak az egyházfők számára, akik időnként talán maguk sem voltak teljesen tisztában azzal, hogy mi is jelent eretnekséget. Még a papság megfelelő taníttatása sem volt önmagában elegendő. A papoknak ugyanis pontos és mindenekfelett szabványos szövegekre volt szükségük.

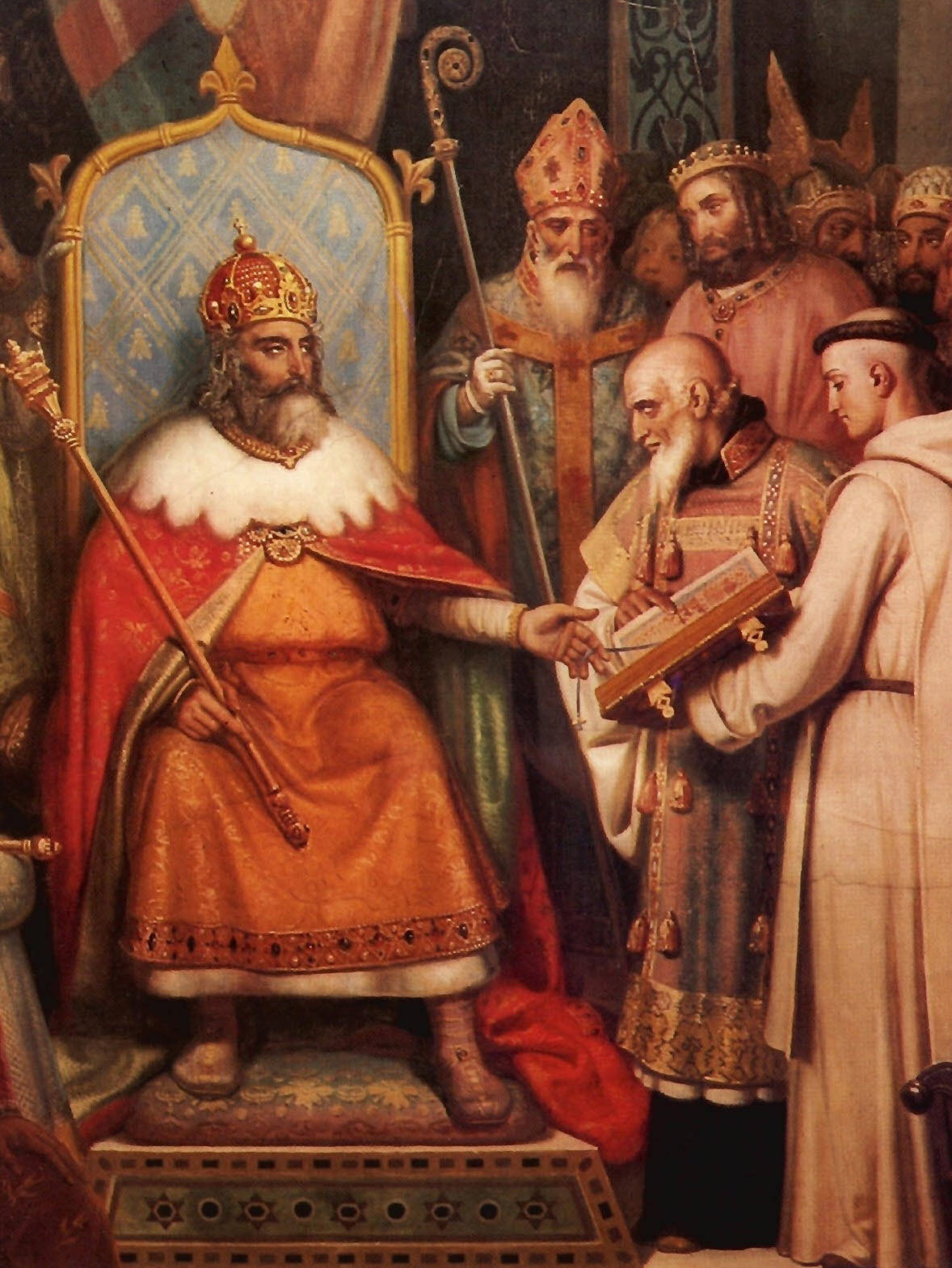
Jean-Victor Schnetz: Nagy Károly és Alcuin a császár legközelebbi barátja, oktatási reformjának és művészi kezdeményezéseinek fő szervezője, 1830

A nehézségeket tovább fokozták a másoló szerzetesek tévedései. Nagy Károly lelkesen támogatta a tudományok újjáélesztését és udvarába hívta Európa jó néhány vezető tudósát:
- Alcuint, a northumbriai tanítót, a yorki iskola volt mesterét, aki később az aacheni palotaiskolát vezette. Ő volt a császár legközelebbi barátja, oktatási reformjának és művészi kezdeményezéseinek fő szervezője.
- Einhardot, aki a uralkodó életrajzírójává vált,
- Theodulfot, a vizigót teológust,
- Paulinust, akiből később Aquileia patriarchája lett,
- Paulus Diakonust, aki megírta a longobárd királyság történetét,
- Angilbertet, Pisai Pétert, ezenkívül több jeles tudóst Itáliából
- Johannes Scotus Erigena, aki Alcuin oktatási programját vitte át a filozófia területére és a középkori filozófia első rendszerét alkotta meg.

Az udvar tudósai mindenre kiterjedő műveltséget kívántak meghonosítani, nem csak a keresztény hit dicsőségének hirdetését tekintették egyetlen céljuknak. Feladatuk nem csak a papság oktatása volt. Rajtuk kívül a nemesek fiait is tanítaniuk kellett, hogy amikor majd felelős állásokban kerülnek, ne legyen szükségük állandó segítségre. A cél az volt, hogy önállóan el tudják olvasni a királyi rendelkezéseket és adományleveleket. Nagy Károly udvara – csakúgy mint az antik Róma – egy kozmopolita társadalom centrumává vált, amelynek művészete a különböző kultúrák együtthatását tükrözte.

### Pszeudo-izidori dekretálisok

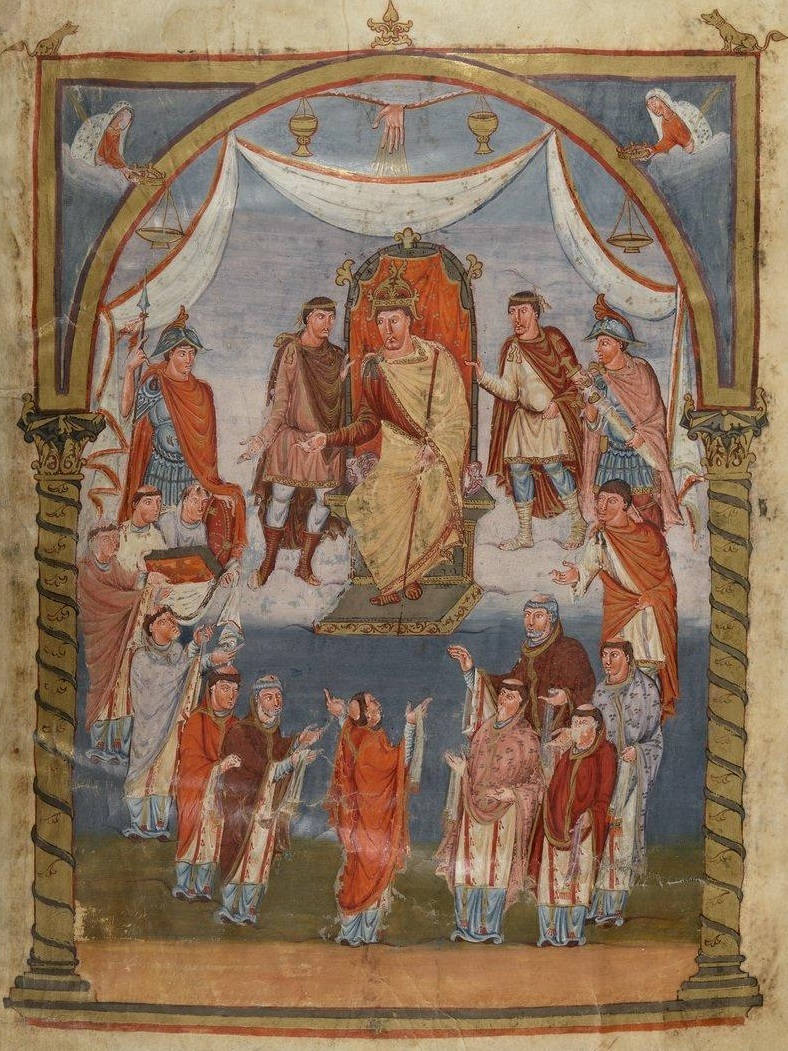
II. Károly nyugati frank király szerzetesek körében

Kutatások szerint, amikor Nagy Károly frank császár megpróbálta a teológia mellett az egyházjogot is megreformálni, I. Adorján pápától kért segítséget, mert teljes jogbizonytalanság uralkodott, és különféle egymásnak ellentmondó egyházi és világi jogszabály gyűjtemények voltak forgalomban. A pápa 774-ben elküldte Károly udvarába Dionysius Exiguus jogtudós kánongyűjteményét, amely más jogi gyűjteményekkel gazdagodva végül a Karoling-egyházjog alapja lett. Azonban később a gyűjteményt egy egész sor hamisítvány tette kérdésessé, amelyek pszeudo-izidori dekretálisok néven váltak ismertté. Ez a törvénykönyv gyűjtemény (Collectio Pseudo-Isidoriana) végül a középkor legnagyobb okirat-hamisításának bizonyult.
Hinkmar reimsi érsek a római szentszékkel szemben mindent elkövetett a gallikán nemzeti egyház és saját metropolitai jogainak védelmére. Ebben a vitában használták először bizonyíték gyanánt a pseudo Izidor hamis dekretáliáinak nevezett (Decretales Pseudoisidorianae) egyházjogi gyűjteményt (Collectio Pseudo-Isidoriana).
A kéziratok valótlanságát először a 16. században hozták nyilvánosságra, addig azonban a leírtakat felhasználták törvényes alapként jogi, gazdasági, területi, örökösödési, viták érvényesítésére)
Valószínűsíthetően a hamisítvány-gyűjteményt, néhány művelt egyházi férfiból álló munkaközösség a reimsi érsekség területén hozta létre 847–852 között. Szerzőként Isidorus Mercatort tüntették fel, akit a középkorban Sevillai Szent Izidornak tartottak. A hamisítás tényét a neves humanista, Lorenzo Valla bizonyította be, amivel lényegében megalapozta a filológiát.

## Képrombolás és a Libri Carolini

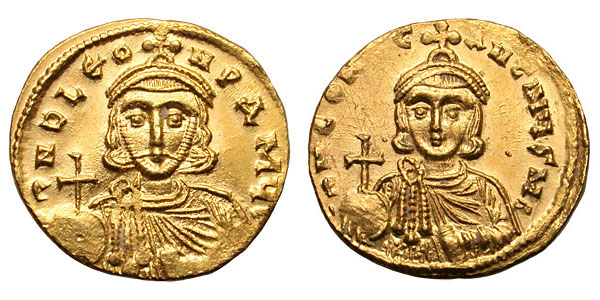
A képrombolás időszakának bizánci császárai, III. León bizánci császár és V. Kónsztantinosz bizánci császár

A 8. század közepén III. León bizánci császár és örököse V. Kónsztantinosz bizánci császár teljes ábrázolási tilalmat rendelt el. A keresztény tanítással ellentétesnek nyilvánították a képek tiszteletét és véget akartak vetni a képkereskedelemnek. A niceai zsinat (781) azonban a képek tisztelete mellett foglalt állást. A képmásokat még mindig idolgyanúsnak tartották, de már nem semmisítették meg. A Libri Carolini szövege, amelyet a Theodulf fogalmazott meg a karoling kultúrpolitika alapelveit tartalmazza és egyaránt elítéli a túlbuzgó képtiszteletet és a mértéktelen képrombolást is. A Libri Carolini szerint a képeket nem szent tárgyaknak hanem útmutatóknak kell tekinteni amelyek felidézik a szent eseményeket, és a Biblia üzenetét közvetítik. 825-ben a párizsi szinóduson megvitatták és módosították a Libri Carolinit. Kibővítették az ábrázolásra méltó képek jegyzékét, a világbíró Krisztus, (Maiestas Domini) a későbbi román kori festészet központi témája ekkor lett a szó szoros értelmében udvarképes. A Libri Carolini nem csak az ábrázolások funkcióját és feladatkörét határozza meg, hanem utal arra a törekvésre is, hogy az udvarban és az egyház köreiben egyaránt növeljék a műveltség színvonalát. A festészet szerepe az lett, hogy a keresztény üdvtörténet tételeit hirdesse.

## Építészet, épülettípusok

Bazilika alaprajza, Corvey

Centrális alaprajz, Aachen, palotakápolna

A Római Birodalom bukása után a népvándorlások és a Meroving-dinasztia uralma idején kevés építkezés folyt, az is legtöbbször fából. A kereskedelem visszafejlődött, a városok elszegényedtek. Ez az állapot egészen a 8. század végéig tartott, amikor Nagy Károly uralkodása idején újjáéledt a monumentális építészet. A Karoling-korból napjainkra kevés centrális épület maradt fenn. A legjelentősebbek az aacheni palotakápolna mellett Germigny-des-Prés görög kereszt alaprajzú imaháza (806) és a fuldai kerek Szent Mihály-templom (820–822). A centrális típus mellett kialakult a kereszthajóval, szentélynégyszöggel és félkörös apszissal rendelkező bazilika típusú templom, ami később az uralkodó épülettípussá vált. A bazilika alapvető sémáját Róma ókeresztény bazilikái szolgáltatták. Ahol a korai középkorban felmerült Róma utánzásának igénye legtöbbször a régi Szent Péter-bazilika, vagy a ma is álló San Paolo fuori le mura bazilika hatására építkeztek. A mellékhajók rendszerint jóval keskenyebbek a főhajó szélességének felénél. A kereszthajók szárai alacsonyabbak a főhajónál, így külön odaillesztett épületrészeknek hatnak (Steinbach bazilikája, 827 előtt). Valószínű, hogy a korábbi észak-itáliai emlékek nyomán jött létre ez a típus, amely a 9. században főleg a Rajna-vidéken és Észak-Franciaországban terjedt el. A Karoling-kor valamennyi bazilikájának közös sajátossága volt a sík mennyezet vagy adott esetben a nyitott fedélszék. A Karoling-korban teremtemplomokat is építettek, ezek osztatlan terű épületek, keleti végükön egy vagy három apszissal (Mals, St. Benedikt templom). A háromapszisos teremtemplomok az Alpok területére jellemzőek.

### Az aacheni palotakápolna és a császári rezidencia

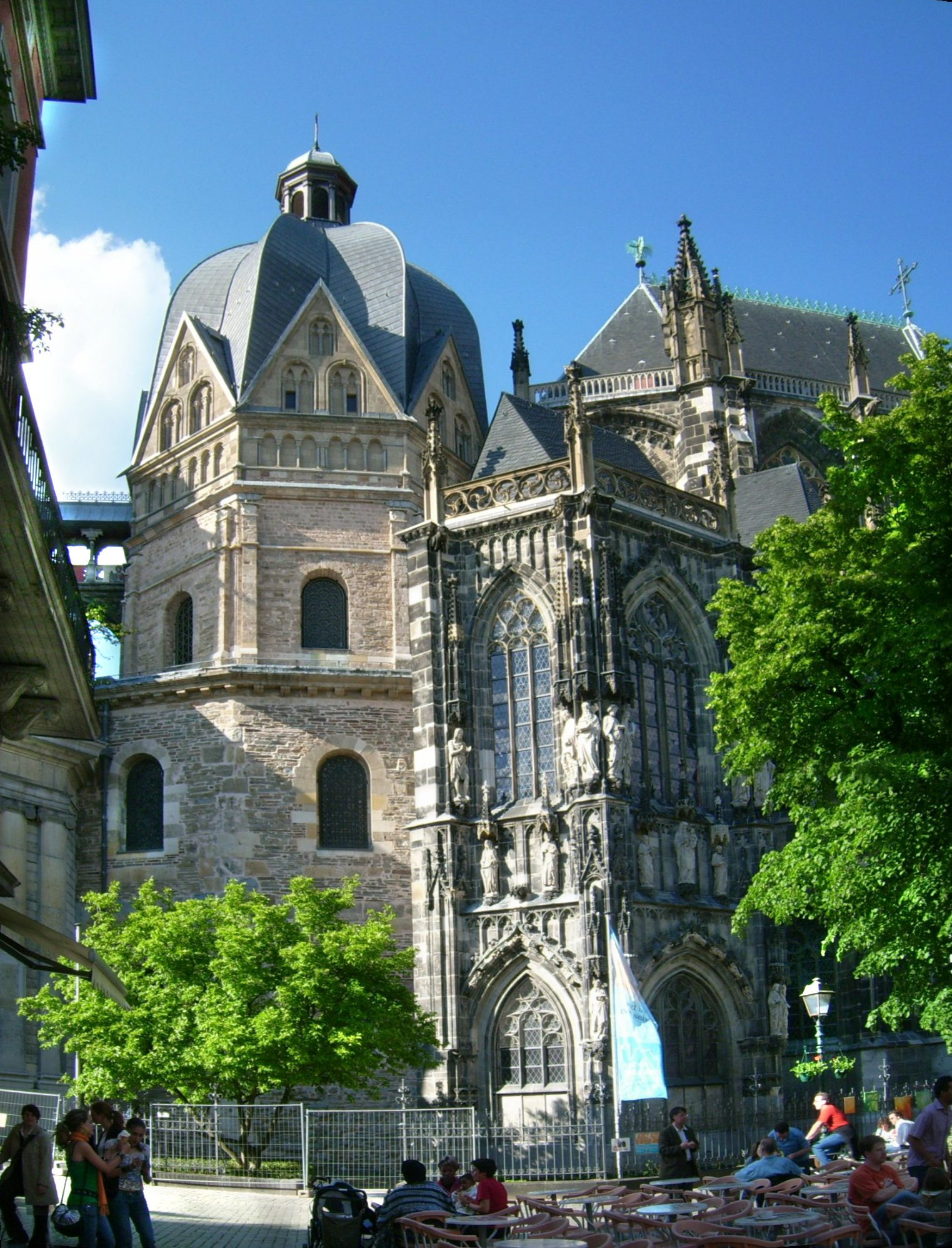
Aachen, palotakápolna

Az uralkodó új rezidenciát építtetett Aachenben, célja az volt, hogy a palotaegyüttes méltó legyen újonnan megszerzett politikai hatalmához, és tükrözze kulturális programját.
A reprezentatív udvari kápolna építését 796-ban kezdték el Metzi Ottó frank építőmester irányítása alatt és 805-ben szentelte fel III. Leó pápa. Egyik mintaképe a ravennai Szent Vitális-templom volt. A San Vitale ívelt fülkéit, könnyed szerkezetét erőteljes nagy falfelületek váltották fel. A centrális elrendezésű kápolnát a császári palota déli oldalára építették. Fő tere egy szabályos nyolcszög, amelyhez tizenhat szögű körüljáró és karzat csatlakozik. A középső teret nyolc erőteljes pillér fogja körül. A karzat nyílásaiban korinthoszi fejezetű oszlopokkal alátámasztott íveket építettek. A belső tér meredeken felfelé emelkedő, aknaszerű benyomást kelt. A tömör bronzból készült kapukat és korlátokat helyben készítették igen magas színvonalon, az antik oszlopokat és márványdíszeket Ravennából és Rómából hozták. A bejárat előtt – hasonlóan az ókeresztény bazilikákhoz – négyszögletű oszlopos udvar található. A kápolnát a Megváltónak szentelték, boltozatának mozaikjai valószínűleg a dicsőséges Krisztust ábrázolták. Az uralkodóként ünnepelt Krisztus tisztelete fontos szerepet játszott a Karoling-korban élt emberek életében.
Nagy Károly trónusát a kápolna nyugati részén állították fel. A kápolna igen fontos mintaképe a Karoling-kort követő Ottó-kor művészetének. Ezenkívül nagy hatást gyakorolt a kelet-európai fejedelmek által a 10. és 11. században építtetett körtemplomokra is. Nagy Károly sok időt töltött Aachenben, itt is temették el, síremléke az 1944-es bombázásokban megsemmisült. A királyi kápolna eredetileg egy nagyszabású épületegyüttes része volt. Ez az együttes apszissal bővített, késő római minták nyomán kialakított fejedelmi csarnokot, nagy összekötő csarnokot, a templomtól nyugatra zárt előudvart, átriumot, a templom két oldalán pedig egy-egy kisebb bazilikát foglalt magába. Az uralkodói rezidencia sem volt más, mint egy nagy kiterjedésű királyi majorság. A különböző célra épült pavilonok elszigetelten álltak, és faoszlopokkal alátámasztott folyosókkal kötötték össze egymással. Az Aula Regia, amely a császári audienciákra és a követek fogadására szolgált, és ahol a király lakott monumentális emeletes épület volt két oldalán nyitott oszlopcsarnokkal és egy nyugati apszissal. A hatalmas teret az uralkodó trónteremnek is használta. A kápolnát hosszú épületszárny kötötte össze az Aula Regiával, a törvénykezési csarnok pedig a kettő között félúton helyezkedett el.

### Fulda apátsági temploma

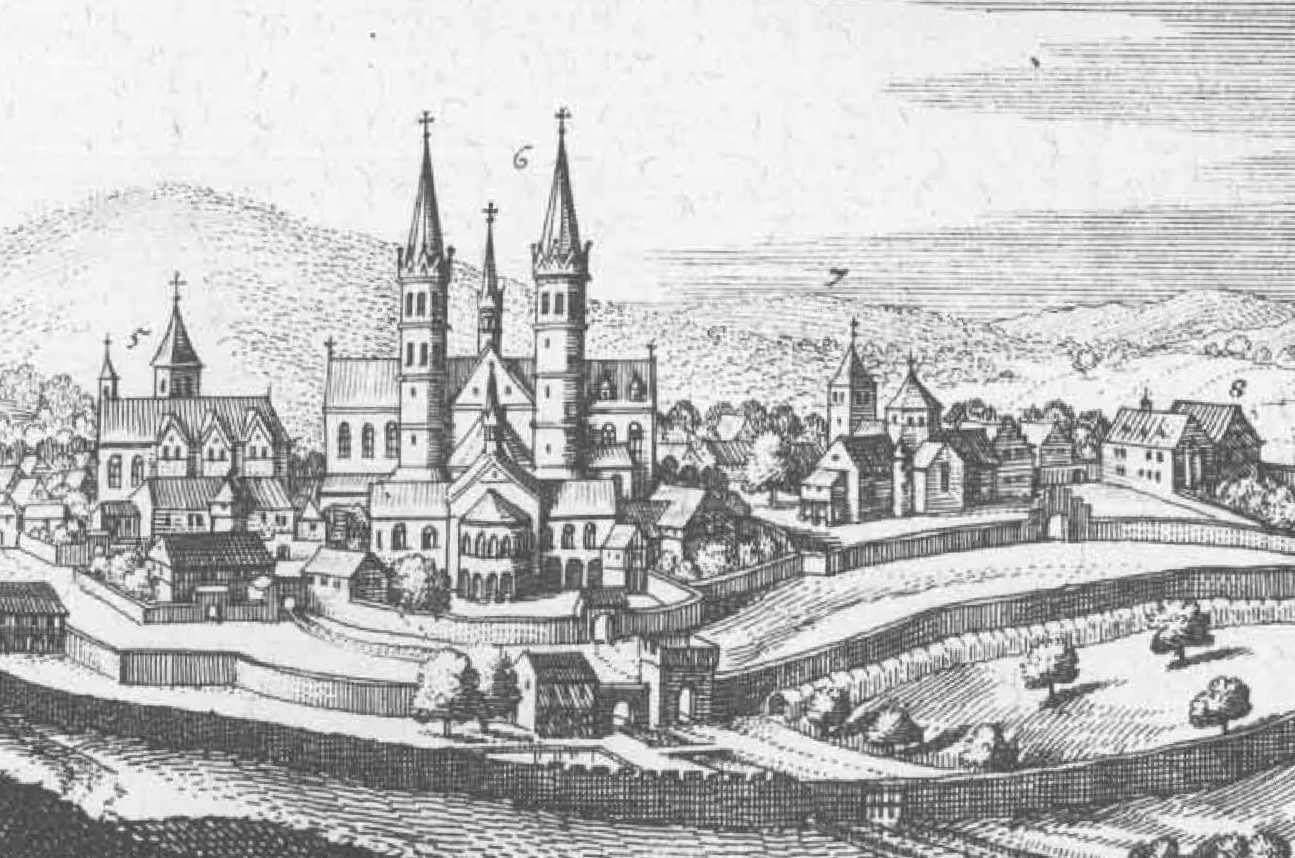
Fulda, rekonstrukció

Fulda apátsági temploma a Karoling-kor legmonumentálisabb építményei közé tartozott. Egy korábbi templom helyébe építették fel Ratgar apát idejében 791 és 819 között. A fuldai apátság már az első templom idejében is a Karoling-kor legfontosabb szellemi központjainak egyike volt. A háromhajós bazilikának hatalmas nyugati kereszthajója és széles nyugati apszisa volt. Ratgar apát fő célja az volt, hogy az Alpoktól északra megalkossa a római Szent Péter-bazilika másolatát, így a szokatlanul nagyméretű nyugati kereszthajó közvetlen előzménye is minden bizonnyal a római templom volt. 751-ben közvetlenül a Szentszéknek rendelték alá, a fuldai építészek valószínűleg ezért törekedtek a Szent Péter-bazilika utánzása. A római építészet követése az egyik legtekintélyesebb kolostorban határozott programot jelentett, azt az elvet amely a császárság feltámasztásának a „renovatio Imperii”-nek politikai programjában is kifejeződik. A 18. században a fuldai katedrális építése miatt lebontották a Karoling-kori templomot, de az ásatások eredményeként pontosan ismerjük eredeti alaprajzát.

### A lorschi kolostor kapucsarnoka

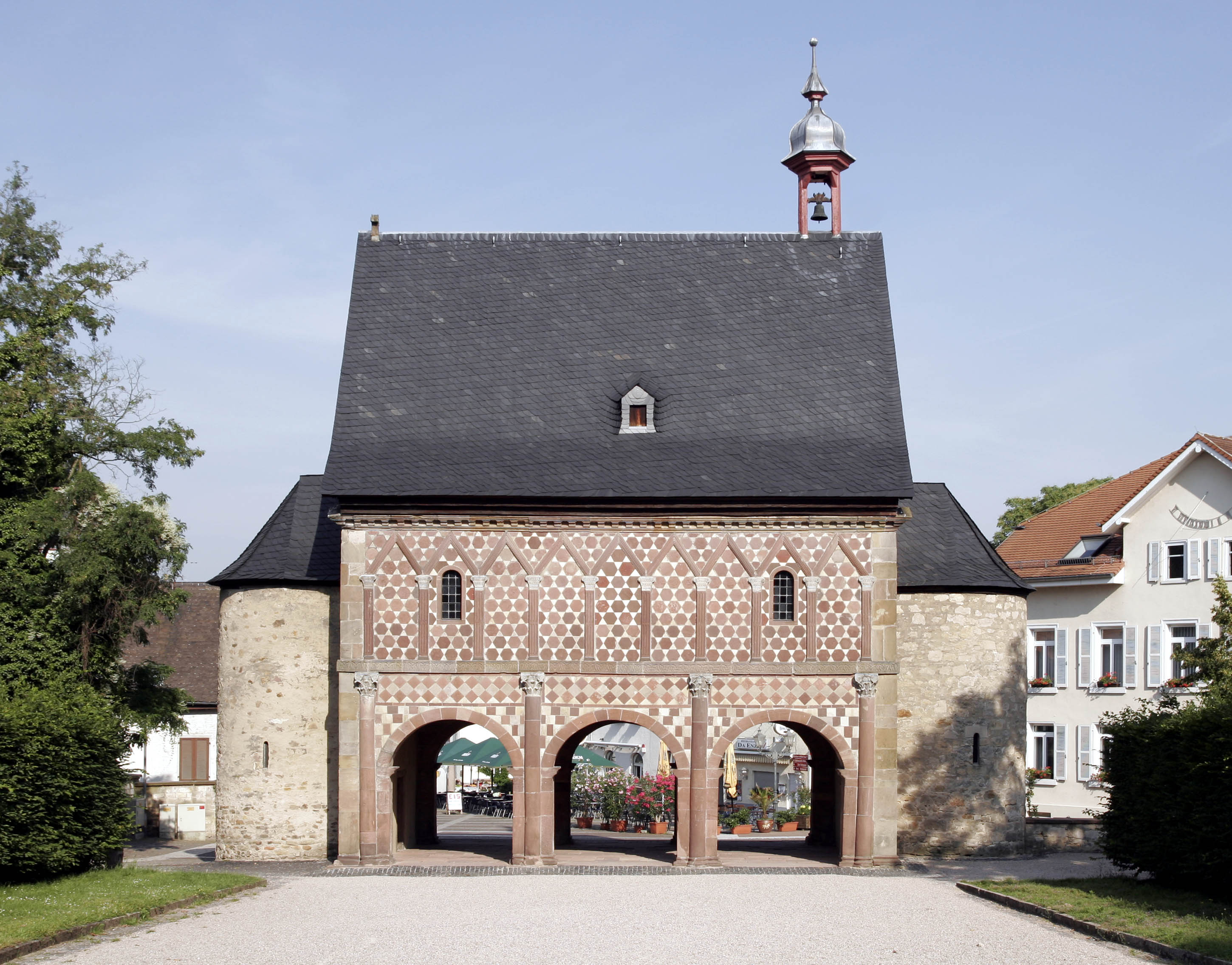
Lorsch, kapucsarnok

A Karoling-kori épületek egyik legszebb példája az egykori lorschi kolostor kapucsarnoka. A kapucsarnok a 8. század végén épült, majd később lerombolt karoling kolostor egyetlen megmaradt épületrésze. A régészeti kutatások alapján valószínűsíthető, hogy a kapucsarnok egymagában állt az apátsági templom előtti udvaron. Alsó részét diadalkapunak alakították ki 774-ben. Az épület kialakításakor visszanyúltak az antik hagyományokhoz, a Karoling uralkodók ugyanis a római császárok jogos örököseinek vallották magukat. Az antik művészetben gyökerezik, de a középső ív nem kapott olyan kiemelt hangsúlyt, mint az ókori római diadalíveken. Háromszögletes oromzatai északi hagyományokra vezethetők vissza, a fal textíliához hasonlító díszítése bizánci eredetű. Felső szintje egyetlen teremből áll feltehetőleg az időnként a kolostorba látogató Karoling uralkodók szálláshelyéül szolgált.

### A Westwerk

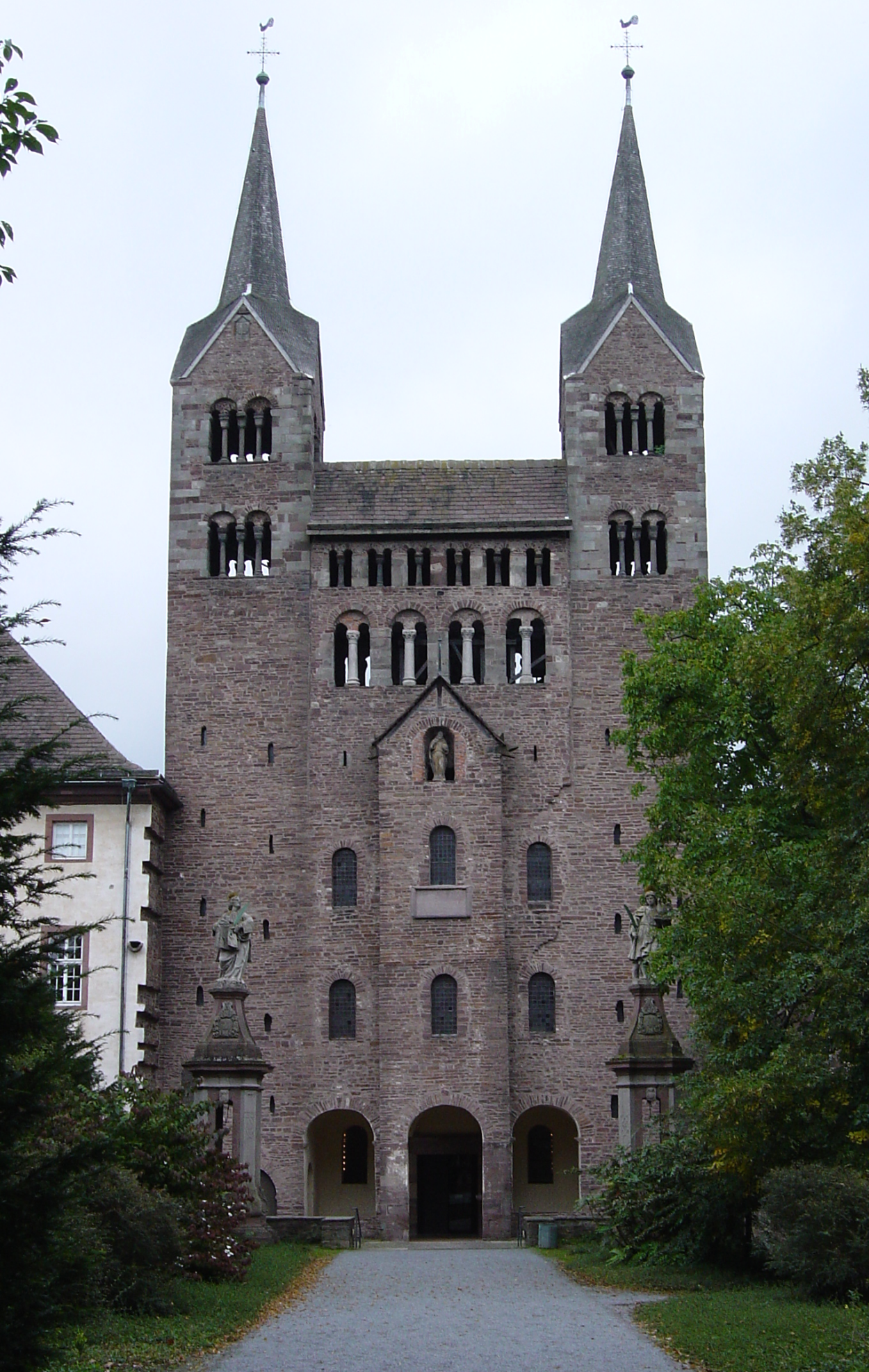
Corvey, a templom Westwerk része

A német művészettörténetből átvett kifejezéssel Westwerknek nevezett épületrész bonyolult, térbelileg és funkciójában is bizonyos mértékig önálló volt. A Westwerket a templomok nyugati részén alakították ki, és vagy a templom egy másik patrónusának szánt önálló kultusztér, vagy a templomhoz illesztett önálló – a császár számára fenntartott – épületrész volt. A Westwerkkel ellátott templomban jelentés szempontjából kétféle tér különült el. A keleti oldalon a szenteknek fenntartott tulajdonképpeni templom, a nyugati oldalon az uralkodónak, mint az egyház védelmezőjének helyéül szolgáló védőbástyaszerű előépítmény. Ezzel magyarázható a Karoling-korban a meghódított Szászországban készült Westwerkek nagy száma, ahol a császár uralkodói igényét nyomatékosították vele. A westwerk fő funkciója volt, hogy a császár jelenlétét érzékeltesse még akkor is, ha személyesen nem volt jelen. Az államhatalmat és az uralkodó személyét nyomatékosította.
A legkorábbi Westwerk Centula bencés monostorának 790-ben elkezdett templomában található. Nagy Károly unokaöccse, Angilbert utasítására kezdték el építeni, és szerencsére meglehetősen pontos rajz maradt fenn róla. Kereszt alaprajzú épület volt, amely egy második keleti kereszthajószerű épületrésszel is rendelkezett, és négy henger alakú torony szegélyezte. Főoltárát Szent Richáriusnak szentelték, a templom Westwerk része a Megváltó temploma nevet viselte. A Westwerk fontos szerepet játszott a korai középkor liturgiájában fontos körmenetekben. Ezek szimbolikus aktusok formájában ábrázolták az ünnep központjában álló eseményeket, és ehhez felhasználták a változó színtereket. A nyugati építmény Krisztus sírját, és egyúttal feltámadásának színhelyét jelenítette meg. Napjainkra Corvey kolostortemploma (822848) őrizte meg legimpozánsabb formában a karoling építészetnek ezt a sajátosságát. A Westwerk előépítményt 873 és 855 között építették a templomhoz. Alaprajza négyzetes, az alacsony földszint fölött helyezkedik el a "quadrum", egy magas szintén négyzetes tér. Az egészet lent három árkád, fent egy karzat határolja. A nyugati karzat közepén nagy, félköríves nyílás található, ezen keresztül lehetett rálátni a császár itt felállított trónjára.

### A comói építőmesterek
Lombardiában a Karoling-korban olyan építészeti iskola jött létre, amely később jelentős szerepet játszott a román stílus kialakulásában. A longobárd királyság területén a Comói-tó vidékén a 7. századtól élénk építő tevékenység folyt. A comói építőmesterekről az első fennmaradt írott emlék 643-ból származik (Lothar király ediktuma), később Luitprandus kódexében említik őket ahol felsorolják a "Magistri comacini" céh előjogait és megállapítják a különböző munkák elkészítésének anyagköltségét, és a munkások bértét. A comói mesterek fő specialitása a boltozatépítés volt, ennek köszönhették hírnevüket. A templomhajókat négyzetes boltmezőkre osztották fel és minden ilyen négyzetet keresztboltozattal fedtek be, amelyeket a pillérek között átlós elhelyezkedésű ívekkel erősítették meg. A comói mesterek az épületeket architektonikus formákkal díszítették, a szobordíszítés nagyon ritka volt, csak a fejezetek és a kapuzatok domborművein találunk szörnyalakokat és szalagfonatos motívumokat. Kívülről a falakat vakárkádokkal díszítették. A harangtornyokon ezek a vakárkádok minden szinten megismétlődnek, így az építményt vízszintes sávokra tagolják. Miután Nagy Károly 774-ben megdöntötte a longobárd királyságot az aacheni palotakápolna építésénél átvett néhány innen származó építészeti elemet. Ezzel magyarázható az aacheni palotakápolna és a zárai San Donato-templom közötti hasonlóság, ugyanis Dalmácia építészetére nagymértékben hatott a comói mesterek tevékenysége. A zárai templomot valószínűleg 790 körül építették, alaprajza kör alakú három apszissal, és nyolc pillér tagolja, ugyanúgy, mint az aacheni palotakápolnát. A központi, kör alakú részt belső gyűrűként folyosó veszi körül. A folyosó földszintből és egy emeletből áll, az emelet a templom középső terének a karzata. Ezt a részt valószínűleg kupola fedte, a külső rész boltíves. Mivel a templom részben az egykoi római tér helyén épült, az építőanyag egy része az antik romokból származik. A lombard építészet két legjellemzőbb példája a milánói Sant’Ambrogio-bazilika és a paviai San Michele templom. A milánói Sant’Ambrogio-bazilika ma egy háromhajós, bazilikális elrendezésű épület, melynek lefedése minden négyzetes boltmezőben keresztboltozatokkal történt. Az apszis felett egy nyolcszögletű kupola volt, ami megsemmisült. Ez az alaprajzi megoldás a formák szabadabb elrendezésére vall mint az aacheni palotakápolna esetében. Ennek valószínűleg az az oka, hogy a comói építészek mesterségbeli tudása felülmúlta Nagy Károly építőmestereinek tudását.

### A Sankt Gallen-i kolostor alaprajza

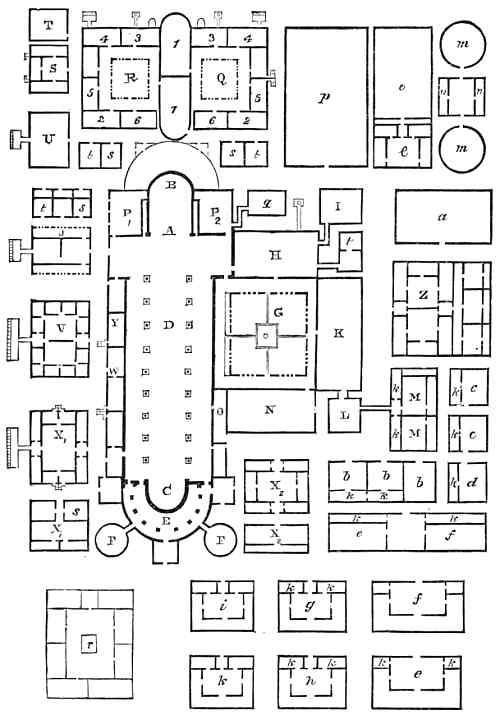
A Sankt Gallen-i kolostor alaprajza

Az ír szerzetesek által 614-ben alapított Sankt Gallen-i kolostor alaprajza kivételes módon fennmaradt. Az azonos nevű svájci kantonban fekvő Benedek-rendi kolostor a Karoling-korban kulturális és művészeti szempontból is az egyik legjelentősebb kolostori központtá vált. Az öt összevarrt pergamenre készített alaprajzot vörös tintával írt feliratok egészítik ki. Az alaprajzot Eginhard küldte Sankt Gallen apátjának, Gozbertnek, akit Nagy Károly megbízott a kolostor átépítésével. Az újabb kutatások alapján az is elképzelhető, hogy az alaprajz nem a kolostor igazi tervrajza volt, inkább egyfajta követendő mintakép. Az egész komplexum központjában a négyszögletes kerengő áll, amelyet két oldalról portikuszok szegélyeznek. Az északi oldalon található az apátsági templom, melynek mindkét végén apszis épült, ezenkívül két harangtornya is volt. A templom mellett található az apát szállása, a déli oldalon a szerzetesek háló- és ebédlőtermei. A nyugati oldalon építették fel a műhelyeket és a szolgák szállását, és ott alakították ki a veteményes- és gyümölcsöskertet is. A feliratok olyan részletesek, hogy az is kiderül milyen gyümölcsöket és zöldségeket termeltek az apátság területén. Az alaprajzon az egyszerű bútorzatot is feltüntették.

## Szobrászat
A Karolig-kor monumentális szobrászatából gyakorlatilag semmi sem maradt fenn. Kivételt képez egy, a Louvre-ban látható, a feltételezések szerint Nagy Károlyt ábrázoló, bronzból készült kisméretű lovasszobor. A mű az aacheni palotakápolna bronzkapuihoz és – korlátaihoz hasonlóan tanúsítja, hogy a kor öntőműhelyeiben rendkívül magas színvonalon dolgoztak. A szobor az ókori lovas emlékműveket idézi, mintája az i. sz 2. századból származó, ma a Musei Capitoliniben őrzött Marcus Aureliust ábrázoló lovas szobor. Az uralkodó harci lován léptet, (a mára elveszett) jogar és a korona a királyi hatalmat fejezi ki. Ezenkívül a Karoling-kor szobrászatából napjainkra kő- és fémdomborművek, stukkódíszítések, ötvöstárgyak és elefántcsont faragványok maradtak fenn.

### Fonatmintás díszítés

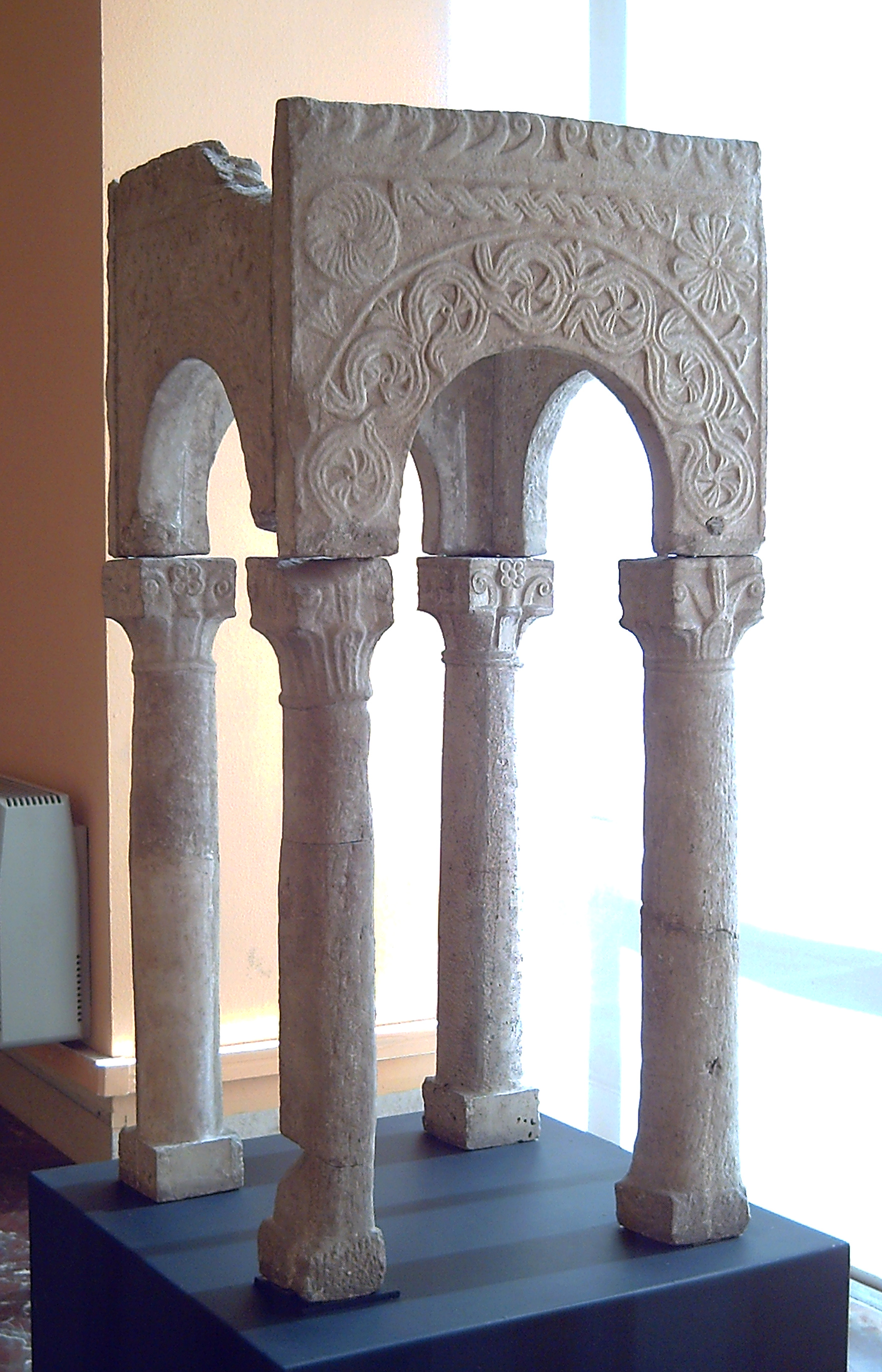
Baldachin, fonatmintás díszítés, 9. század

Számos a 8. század vége és a 9. század közepe között készített liturgikus berendezési tárgy maradt fenn; szentély- és kóruskorlátok, baldachinok, oltárok és sírok egyes részei. Ezeket a síkból alig kiemelkedő faragványokkal díszítették, a faragványok összefont szalagokat, indákat, stilizált növényi vagy ritkábban állat alakú motívumokat ábrázolnak. A legkorábbi darabok valószínűleg Raetiában készültek, majd később nagy területen elterjedtek. Az alapanyagot általában helyben szerezték be, gyakran kőbányának használták az ókori épületeket. A fonatmintás díszítés leggyakrabban azokon a korlátokon jelent meg, amelyek az oltárt elválasztották a hívektől, vagy a kolostortemplomokban és katedrálisokban nagy számban jelenlévő szerzeteseket különítették el. Ezenkívül kisszámú, többé-kevésbé átalakított baldachin maradt ránk és nagy mennyiségű baldachintöredék. A fonatmintás díszítés széles körben elterjedt a karoling korabeli Európában, és nagyon hasonló formában jelent meg egymástól igen távoli országokban is. A leggyakrabban Észak-Itáliában, Rómában, a svájci kantonokban, Ausztriában, Dél-Németországban és Dalmáciában találkozhatunk ilyen jellegű díszítményekkel. A legjobb állapotban fennmaradt darabok egy része Dalmáciából származik. A máshol talált díszítményeket általában nem helyi mesterek, hanem vándor kőfaragók készítették. A fonatmintás díszítés bizonyos területeken újra népszerűvé vált a 10. és 11. század folyamán.

### Ötvösművészet, a milánói Sant’Ambrogio aranyoltára

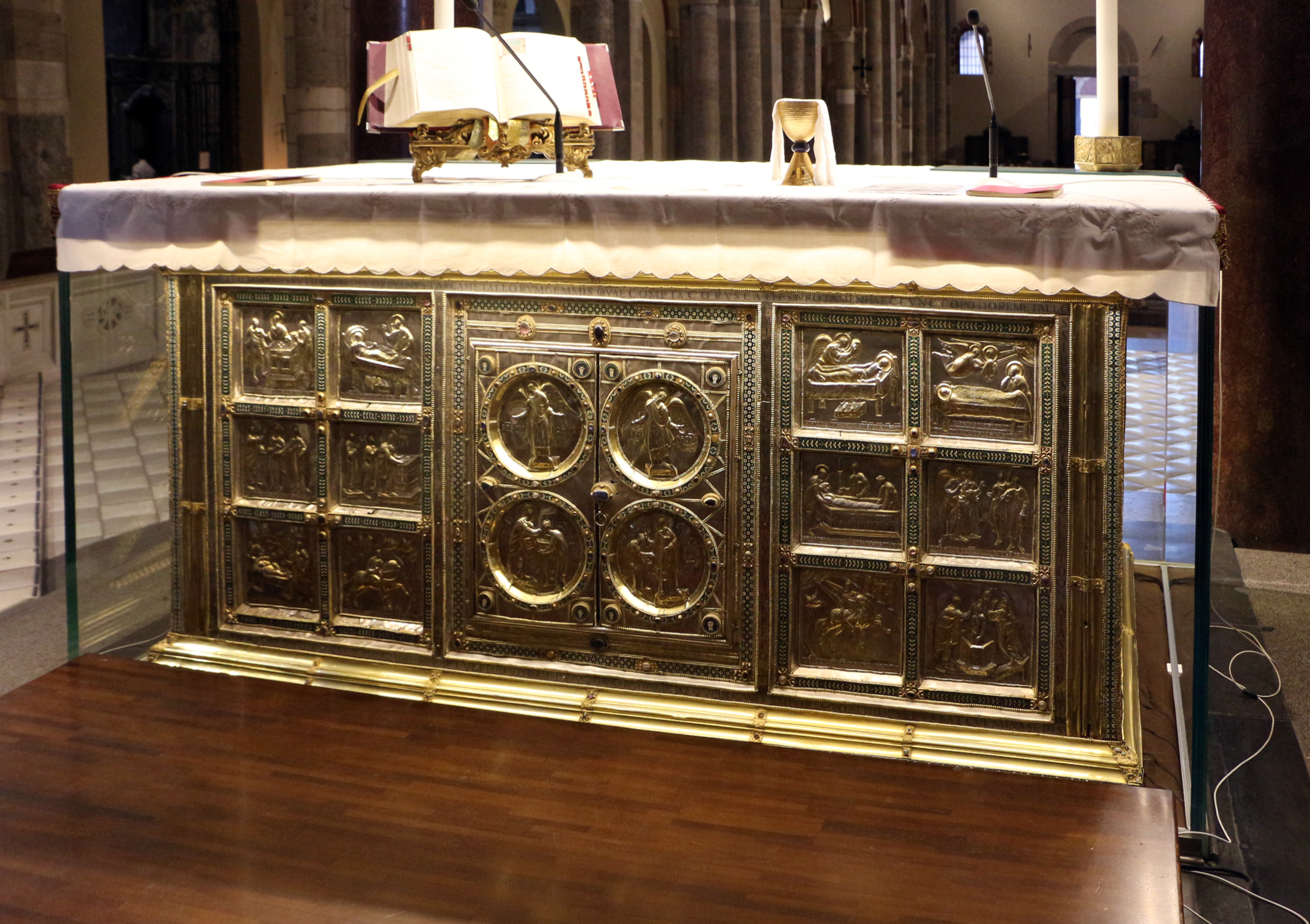
Milánó, Saint'Ambrogio, aranyoltár

Nagy Károly udvarának legkiválóbb ötvösművésze Eginhard volt a király életrajzírója. Az uralkodó halála után visszavonult a fuldai kolostorba, amelynek apátja volt, és az ötvösművészetnek szentelte magát. Egyetlen műve sem maradt fenn, alkotásait valószínűleg beolvasztották. Tanítványai műveiről sem sokat tudunk, kivéve a milánói Sant’Ambrogio templom nagy aranyoltárát, amelyet Volvinus, vagy Volsius nevű tanítványa készített. A milánói oltár domborműveinek stílusa felismerhető egyéb korabeli ötvösmunkákon is, és hasonló jellegűek az aacheni palota kódexfestő iskolájának (amelynek irányítója szintén Eginhard volt) miniatúrái is. A Sant’Ambrogio (Szent Ambrus) oltár a karoling ötvösművészet egyik legkiemelkedőbb alkotása. Az oltárt trébeléssel és cizellálással megmunkált nemesfém lapok borítják. A lapokat drágakövekkel kirakott zománcdíszítésű keret fogja össze. Az elülső oldal három részből áll, a középsőbe egy nagy kereszt illeszkedik, ami meghatározza az alakok elrendezését. A kereszt közepén a trónoló Krisztust ábrázolták, a kereszt száraiban a négy evangelita jelképe, a fennmaradó képrészleten az apostolok láthatók. A két oldalsó lapot hat-hat részre osztották, és Krisztus szenvedéstörténetét mutatják be rajtuk. A történet balról jobbra, alulról fölfelé haladva bontakozik ki. Az oltár hátsó oldala megismétli az első oldal hármas tagolását. Középen kinyitható szárnyakat alakítottak ki, ezek segítségével lehet rálátni a szent sírjára. Ezeket a szárnyakat kör alakú domborművekkel és kisméretű, szépen kidolgozott zománcfejekkel díszítették. A két felső domborművön Mihály és Gábriel arkangyal a két alsón az oltár megrendelője (Angilbert, Milánó püspöke) és készítője (Volvinus/Volsinus) kapott helyet. Utóbbiak térdet hajtva jelennek meg, ahogy Szent Ambrus megáldja és megkoronázza őket, ezzel is jelezve fontos szerepüket.

### Elefántcsont faragványok, könyvtáblák

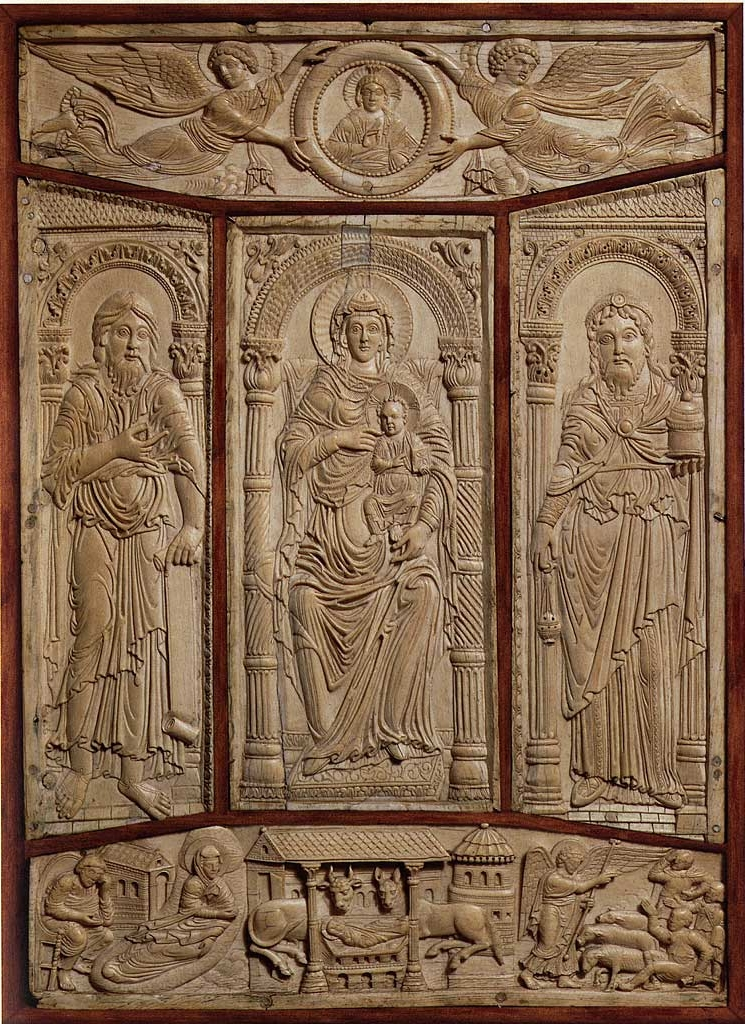
Lorschi evangeliarium, elefántcsont könyvfedél

Elefántcsont faragványok viszonylag nagy számban maradtak fenn a Karoling-korból. Legnagyobb részük gondosan kidolgozott könyvfedél. Az a szokás, hogy az értékes könyvek fedelét faragványokkal díszített elefántcsont-lapokkal lássák el antik eredetű, és bizánci közvetítéssel került a karoling udvarba. A miniatúrákkal díszített, ma a Vatikáni Apostoli Könyvtárban őrzött Lorschi evangeliárium kötése öt elefántcsont táblából áll. Ez a fajta elrendezés már a késő antik táblákon is megjelenik. A művész valószínűleg egy közvetlen mintaképet követett, annyira nagy a hasonlóság az antik mintákhoz a ruházat redőzetének kialakításában és a keretező architektúra részleteiben. Ezenkívül késő antik eredetre vezethető vissza a medalionban keresztet tartó angyalok motívuma és a szakáll nélküli ifjúként ábrázolt Krisztusé is. Nem ismerjük viszont az előképét annak a Francia Nemzeti Könyvtárban, Párizsban őrzött faragványnak, amely bűnösöket ábrázol két tátott szájú oroszlán között, ahogy egy igaz ember lelkét nézik, majd belezuhannak egy verembe. Egy Brüsszelben őrzött 9. századi diptychon egyik táblájára egy szakáll nélküli fiatal Krisztusábrázolást faragtak két angyal között. Feltűnő az alakok fejének erőteljes mintázása, amely ellentétben áll az együttes sík formáival. Ez a fajta ábrázolásmód egyszerre kapcsolódik a klasszikus hagyományokhoz és a születő középkorhoz. A Sankt Gallen-i kolostor scriptóriumában 900 körül készült Evangelium Longum nevet viselő kézirat hátsó kötéstáblájának elefántcsont borítása egy Tuotil nevű szerzetes munkája, aki 892 és 912 között tevékenykedett. A tábla felső részére Mária mennybemenetelét faragta, az alsó részére a kolostor védőszentjének legendáját. Ez utóbbi esetében nem támaszkodhatott előzőleg kialakult mintákra. A kötéstáblán az a jelenet szerepel, amikor Szent Gall megparancsolja a medvének, hogy hozzon fát, tegye a tűzre, majd kenyeret ad neki és felszólítja, hogy többé nem térjen vissza. Ugyanennek a kéziratnak az elülső kötéstábláján a miniatúrákon gyakran felbukkanó kompozíció szerepel: középen a mandorlában a megdicsőült Krisztus foglal helyet, akit angyalok és szeráfok vesznek körül.

### A tournusi legyező
A tournusi legyező (flabellum de Tournus) a karoling művészet egyik legjelentősebb emléke. A 9. században készítették Kopasz Károly uralkodása idején. Egy hajtogatott pergamenlapból, egy elefántcsontból készült nyélből és egy tokból áll. Jelenleg Firenzében őrzik a Museo del Bargellóban. A legyezőt liturgikus célból készítették, arra szolgált, hogy elhessegessék vele a legyeket az oltárról az istentiszteletek alatt. A kutatások alapján valószínűsíthető, hogy az egész tárgy egy helyen, egyszerre készült. A Kopasz Károly környezetéhez fűződő kapcsolat, valamint az antikizáló elemek alapján úgy tűnik, hogy a legyező egy, az udvarhoz közelálló műhelyben keletkezett és csak később ajándékozták a tournusi apátságnak. A legyező nyelét zöld csomókkal elválasztott csontdarabok alkotják, melyeket növényi motívumokkal és állatalakokkal díszítettek. A nyél kisméretű fejezetben végződik, amelyre Péter apostol, Szent Filibert, Szűz Mária és Pál apostol alakját faragták. Maga a legyező egy hosszú, alul összefogott, szabályos redőkbe hajtogatott pergamenlap. Díszítése három sávból áll, amelyeket keretek és feliratok választanak el egymástól. A felső sávot állatfigurák és növényi motívumok töltik ki. A középső sávba szentek alakjait festette a művész, a legalsó sáv ornamentális díszítésű. A sávokat elválasztó feliratokból kiderül, hogy a tárgyat Szűz Máriának és Szent Filibertnek ajánlották. A legyező tokja több, egymáshoz illesztett elefántcsont lapból áll, amelyeket indák, szőlőlevelek, madarak és egyéb állatok alakjaival díszítettek.

## Festészet

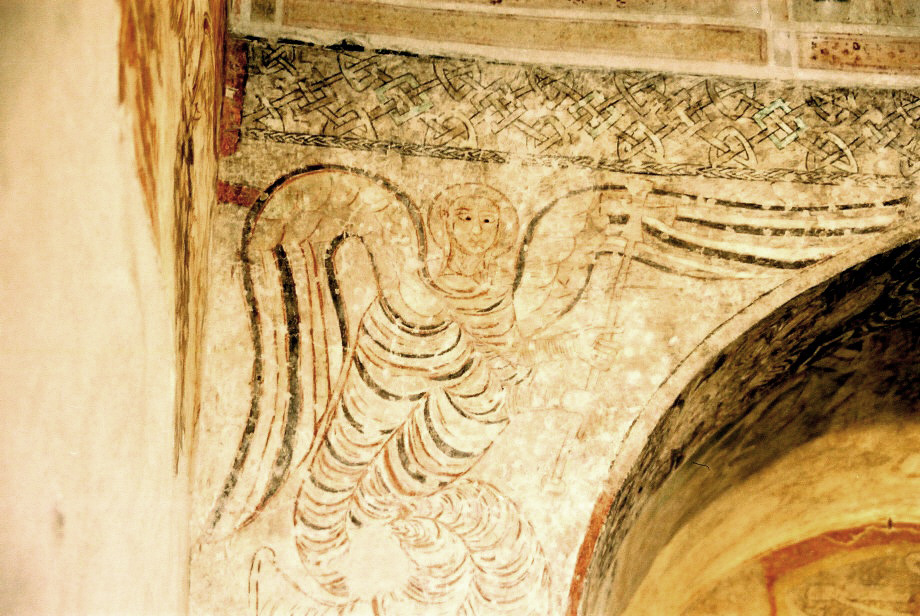
Naturns, Szent Patroklosz-templom, freskó

A karoling festészet alkotásainak legnagyobb része elpusztult. A forrásokból kiderül, hogy az aacheni palotakápolnát kupolamozaik díszítette, amely vagy a Maeistas Dominit ábrázolta a csillagos mennybolt előtt vagy a Bárány imádását. A források utalnak arra is, hogy a császári székhelyeken történelmi képek sorozatával díszítették a falakat. Témájuk ismeretlen és a stílusukról sincs semmilyen támpontunk. Kivétel a Rajna-menti Ingelheim császári székhely, amelyről tudjuk, hogy ott Jámbor Lajos egy freskósorozatra adott megbízást. A sorozat képei az ókor kezdetétől Nagy Konstantin koráig jelenítettek meg történelmi eseményeket, és jeleneteket államférfiak, közöttük Nagy Teodosius, Martell Károly és Nagy Károly életéből. Nagy Károly közvetlen környezetéből a monumentális festészet egyetlen műve maradt fenn. Ez egy mozaik, amely Germigny-des-Prés-ben Theodulf oratóriumában található. A restaurálások során szerencsére csak kevéssé megváltoztatott mozaikon két angyal látható, akik kiterjesztett szárnyakkal lehajolnak a frigyládához. Nem messze, Auxerre-ben áll St-Germain 841-ben alapított temploma. Építését Konrad, Auxerre grófja, Kopasz Károly anyai nagybátyja rendelte el. A kripta felső részét a 9. század hatvanas éveiben festették ki. A sorozatból csak a Szent István életét bemutató képek maradtak meg. Az 1927-ben feltárt freskók jó állapotban vannak, a római katakombafestészet valamint a szintén Rómába álló Santa Maria Maggiore bazilika mozaikjainak bizáncias hatása ismerhető fel rajtuk. Dél-Tirolban Mals város bencés temploma a Karoling-korban Müstair filiáléja volt. Freskóciklusa 880 körül készülhetett és csak töredékesen maradt meg. A képeken Krisztus, Szent István és Nagy Szent Gergely alakja ismerhető fel. Közöttük keskeny falsávokon a templom nemesi származású alapítóját festették meg egy pappal, aki az épület modelljét tartja a kezében. Naturns-ban a 8. század vége felé épített Szent Patroklus-templomban kevés elemre redukálva Szent Pál menekülését festették a falakra. Az apostolt sematikusan jelenítették meg, a test hullámzó vonalakból áll, az arc lapos, a részletek nincsenek kidolgozva. Lehetséges, hogy mindez egy későbbi restaurálás eredménye, de az sem kizárt, hogy a freskók egy nem megfelelően képzett mester munkái, ami jellemző volt a Karoling-birodalom művészetének ingadozó színvonalára. A legtehetségesebb művészek természetesen a császári udvarban dolgoztak, így a távolabbi, a művészeti központoktól messzebb eső területeken a megbízók váltakozó sikerrel alkalmaztak művészeket.

### A müstairi apátság freskói

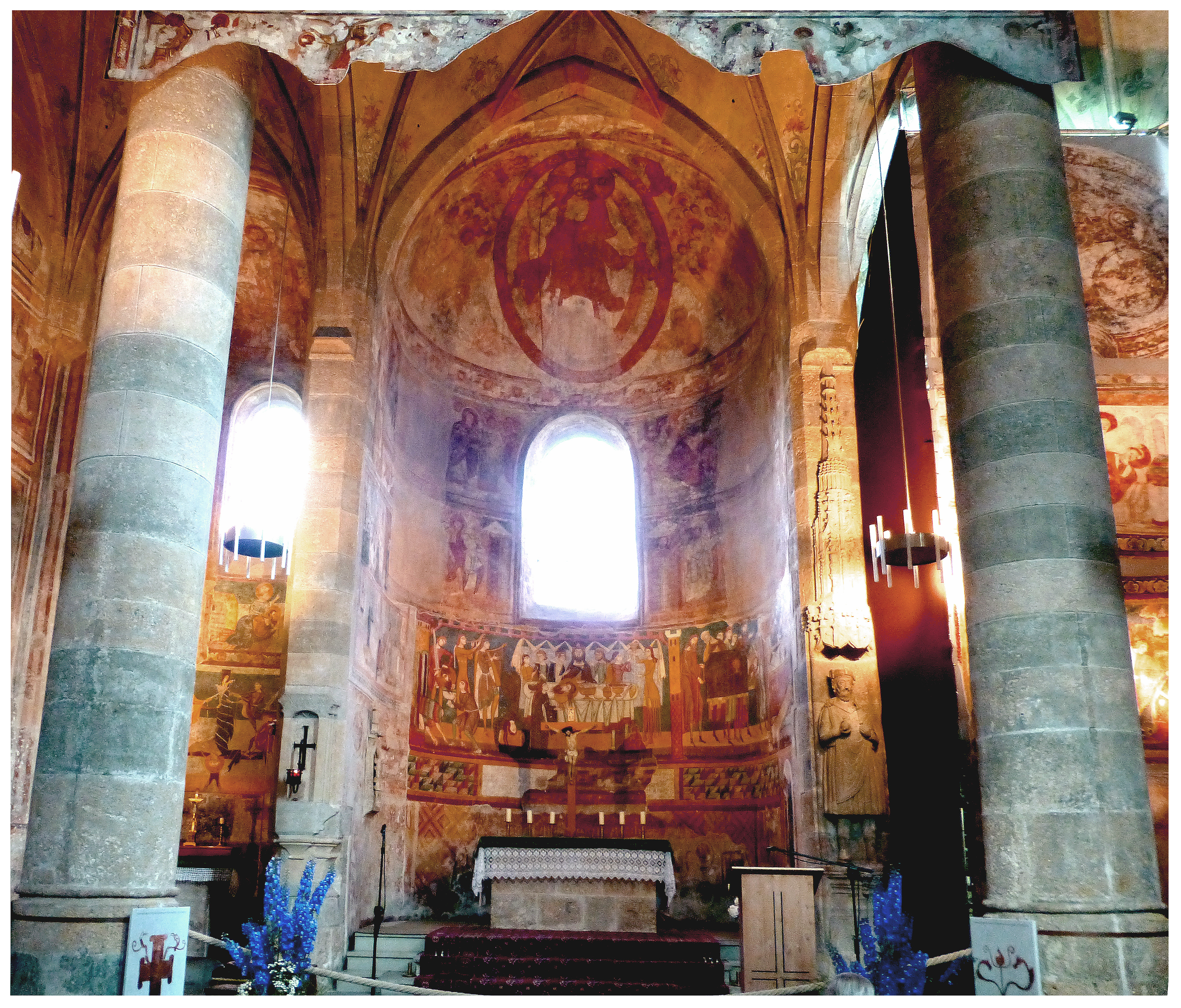
Müstair, templombelső

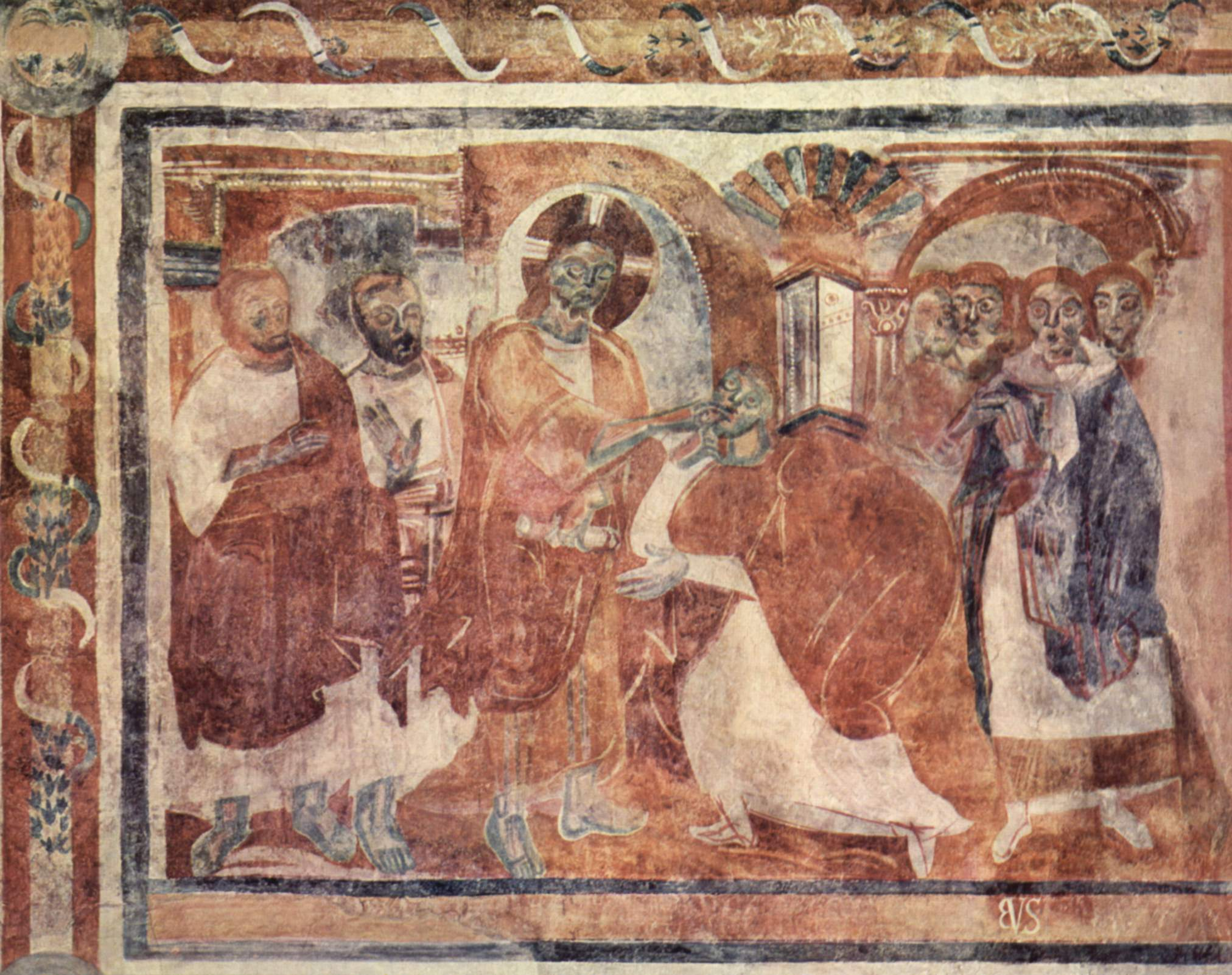
Müstair, freskó

A Müstairi Szent János-kolostor templomában található a legépebb karoling freskósorozat. A müstairi apátságot a 8. század végén, 790 körül alapították és Keresztelő Szent Jánosnak szentelték. A létesítmény egy kolostorhálózat egyik eleme volt, amelynek segítségével ellenőrizni tudták az alpesi hágókat. A háromapszisos csarnoktemplomot később a gótikus korban két oszlopsor segítségével háromhajós épületté alakították át. Belsejét egy festményciklus díszíti, ami sajnos az elhibázott restaurálási kísérletek miatt súlyosan károsodott. A faliképek valószínűleg nem sokkal az építkezés befejezése után készültek. A freskóciklust 1896-ban fedezték fel újra, teljes feltárásukra csak majdnem fél évszázaddal később került sor.
Az apszisok ábrázolásait a 12. században részben átfestették. A homlokzat belső oldalán egy Utolsó ítélet ábrázolás látható, a középső apszis freskóján egy drágaköves kereszt jelképezi Krisztus dicsőségét. A főoltár felett Salomé táncát jelképező falikép tartalmi megfogalmazásában visszatükröződnek a festés korának élet- és divatképei. Az oldalfalakat az Ó- és Újszövetségből vett jelenetekkel díszítették. A jeleneteket girlandok, szalagok, építészeti elemek ábrázolásával választották el egymástól. A bibliai jelenetek elbeszélésével a festészet az erkölcsi nevelés és tanítás eszközévé vált. A freskók készítői nem tartoztak Nagy Károly udvarához, valószínűleg itáliai származású, korábban Bizáncban tanult vándorfestők lehettek. Nem csak a formai jegyek utalnak Bizáncra, hanem a történetek elbeszélésének módja is.
A freskók készítésének technikája ismert: mielőtt felvitték volna a falakra az Ó- és az Újtestamentum különböző jeleneteit ábrázoló képeket, úgy csinálták, hogy először egy durva vakolatréteget, majd egy finomabb mésziszap réteget vittek fel a terméskő falakra. A színek – mindenekelőtt a fehér mész, a sárga és vörös okker, a zöld, az egyiptomi kék és a növényi fekete – világító fénye az évek folyamán elhalványult. Ma a sárga és vörös tónusok uralkodnak. Egy mennybemenetelt és egy Dávid életéből való jelenetet ábrázoló freskórészletet óvatosan eltávolítottak a falakról és ezek ma a zürichi múzeum kiállításán láthatók.

## Könyvfestészet
Az uralkodói és egyházi reprezentáció céljaira szolgáló bizánci luxustárgyak követek hozta ajándékok, vagy kereskedelem útján nagy tömegben érkeztek Nagy Károly udvarába. Többek között a bizánci kéziratok közvetítették a keletrómai császári udvar művészetének hagyományait. A bizánci kódexek által közvetített antik forma nagyon fontos volt a karoling scriptoriumok alapításakor. Az uralkodó hivatalnokai nagy figyelmet fordítottak a szövegek javítására is. Például Alkuin egyik feladata volt Szent Jeromos Vulgatája eredeti szövegváltozatának helyreállítása. A karoling könyvfestészet központja az udvar mellett működő ún. aacheni palotaiskola volt. A palotaiskola virágkora 800 körül kezdődött és 814-ben Nagy Károly halálával ért véget. Az aacheni palotaiskola után Nagy Károly máshol is alapított könyvfestő műhelyeket. Elkülöníthető iskolák működtek többek között Metzben, Reimsben, Tours-ban. Aachen, Reims vagy Fulda miniátorai meg tudták valósítani, hogy az ír–angolszász könyvfestészet művészi formáit ötvözzék a bizánci stílusú könyvfestészet eredményeivel, és így egy új, egyéni stílust hozzanak létre. Az uralkodó halála után a fuldai scriptorium terjesztette tovább a művészi vívmányokat, a terjesztésben nagy szerepet játszott Hrabaus Maurus (Alkuin egyik tanítványa) aki 842-ig volt Fulda apátja. Ezenkívül jelentős művészeti központ volt Reims az Ebo evangeliárium és az Utrechti psalterium (855 körül) készítési helye. A tours-i könyvfestő műhelyben készült Lothar evangeliáriuma (850 körül), és Kopasz Károly egyik bibliája (860 körül). A korai középkori kéziratokat sokszor díszítették többnyire egész lapokat betöltő evangelistaábrázolások. A 8. század végén kezdték el Nyugat-Európában ismét alkalmazni az ibolyaszínű pergameneket, amelyeket a kereszténység első századaiban használtak. A kódexek jelenlegi őrzési helyéből nem lehet származásukat megállapítani, mert a könyvek gyakran távol kerültek készítésük helyétől, adták, vették, elajándékozták őket.

### Ír előzmények
Az Alpoktól északra és délre újonnan alapított kolostorokba vándorló ír szerzetesek vitték el az írásbeliség eredményeit. A bizánci eredetű hatások mellett ez is nagymértékben hozzájárult ahhoz, hogy a 8. század végén és a 9. században új udvari iskolák alakuljanak. A kor ír könyvfestészetében három jellegzetesség játszott döntő szerepet:
- a felületet szőnyegszerűen beborító spirális horgos ornamentika,
- a művészien kialakított iniciálé, és
- a figurákat keretező festett architektúra.

A karoling scriptoriumok határozottan elkülönítették az architektonikus motívumokat és a fonott díszeket. Nem alkalmazták az ír kéziratokra jellemző finom árnyékoló vonalakat, viszont használtak iniciálékat. Állatmotívumokat is ábrázoltak, melyeket a fonott és spirális díszek szoros összekapcsolásával művészi hurkokká és csomókká alakítottak. A tengelyes szimmetriára felépített fonott díszek gyakran növényi díszítményekké alakulnak és körbefogják a betűket.

### A Godescalco evangeliárium

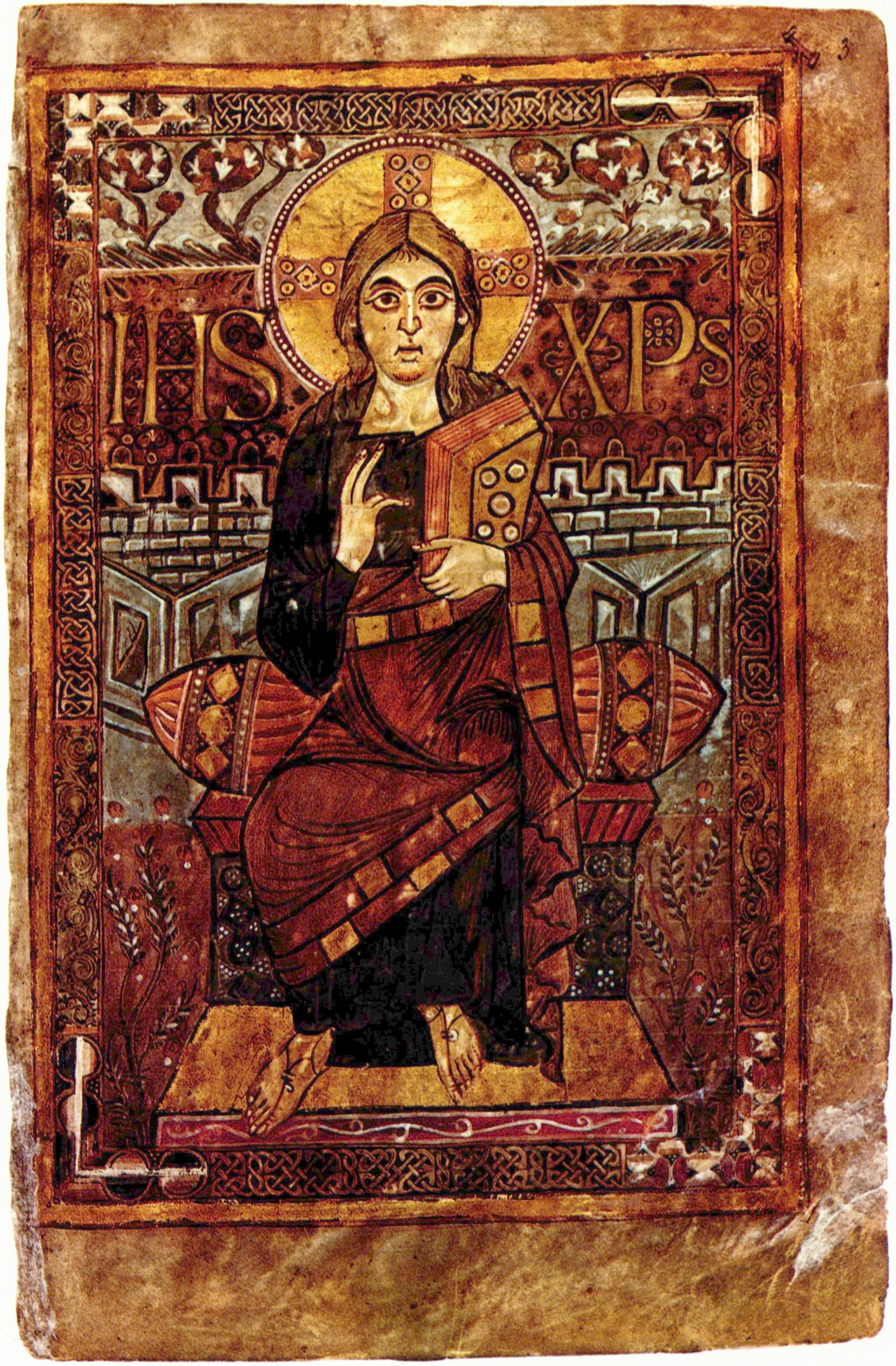
Jézus Krisztus ábrázolása a Godescalco evangeliáriumban

A aacheni palotaiskola műhelyéből kikerült legkorábbi kódex az ún. Godescalco-féle evangeliárium, amely Nagy Károly és felesége Hildegard számára készült. Az uralkodó 781-ben adott megbízást a kézirat elkészítésére egy Godescalc nevű festőnek, akiről a kutatók később a kéziratot elnevezték. A kódex alig két év alatt készült el, miniatúráit tekintve nem olyan kiváló minőségű, mint a palota műhelyéből később kikerült alkotások. Bíborvörös pergamenre készült, teljes egészében arany és ezüst betűkkel. Ezek a színek az örök élet ragyogását jelképezték. A kódexben megtalálhatók Krisztus és az evangelisták ábrázolásai. Krisztus szakáll nélküli megjelenítése még a szíriai minta elterjedése előttről tanúskodik. Az evangelisták írópult előtt ülnek, testtartásuk, valamint az élet forrásának témája (ez a később népszerűvé vált motívum első ízben itt fordul elő a nyugati művészetben) is közel-keleti mintákra vezethető vissza.

### Az Ada csoport

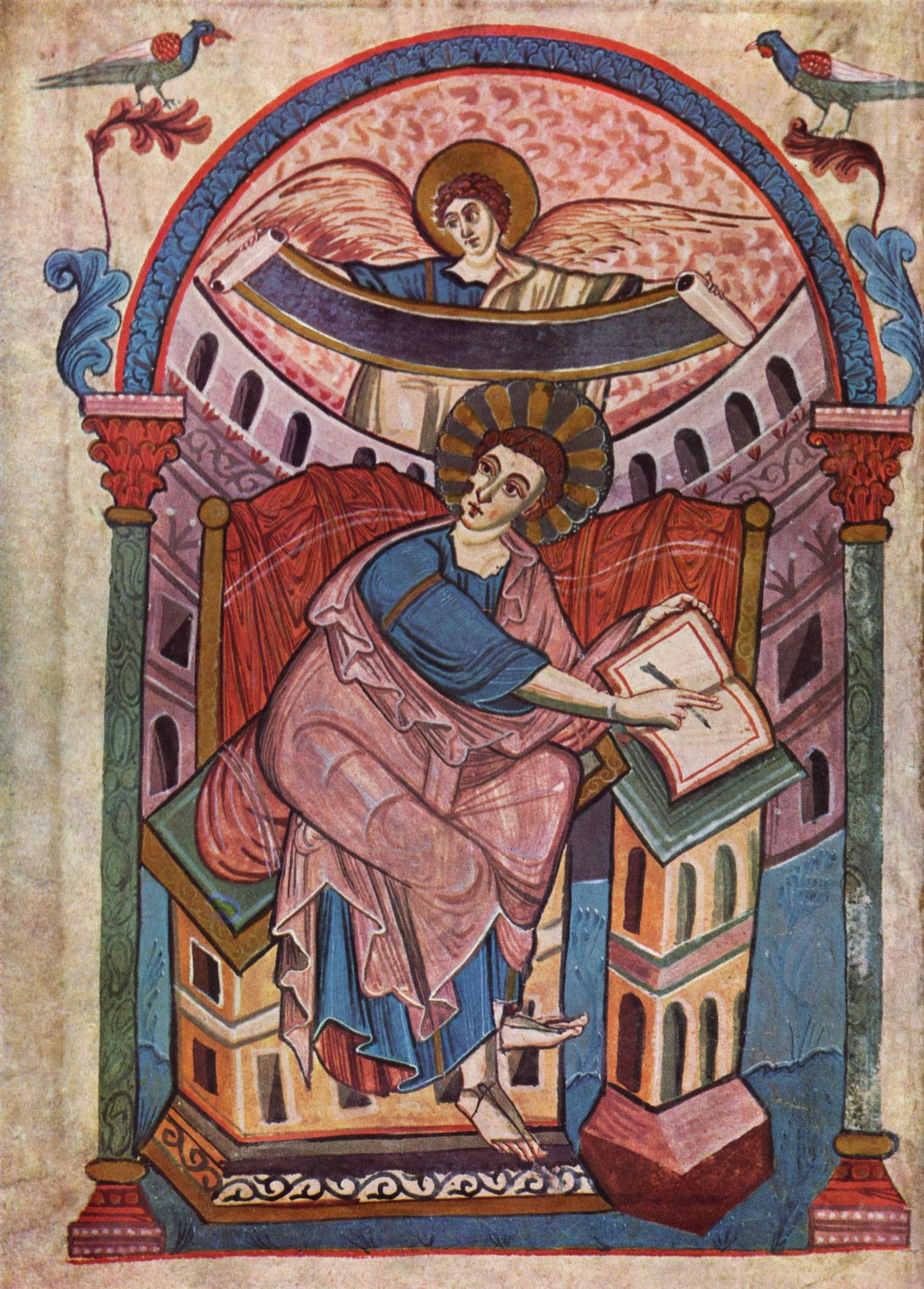
Máté evangélista ábrázolása a trieri Ada kódexben

Az Ada csoport néven ismert kódexek Nagy Károly nővéréről kapták nevüket, akinek megbízásából készült 800 körül a trieri katedrális egyik kódexe. A kódex Nagy Károly közvetlen környezetében készült. Festője a lapok szegélydíszén és az iniciálékban gyakran követi az ír miniatúrák ornamentikáját. Az Ada féle kézirattal rokon művek (pl. a Lorschi evangeliárium) miniatúrái az evangelistákat nem szabad ég alatt, hanem díszes pavilonokban ábrázolják, ruházatuk gazdagon díszített. Ezek a kódexek mind Nagy Károly halála, azaz 814 előtt készültek. Az Ada evangeliárium egyik lapján Lukács evangelista egy oszlopos kapu alatt ül, az íves fűrészfogas frízen, a karcsú kis oszlopokon spirális szalagok és díszítmények láthatók. A festő valószínűleg két síkot akart érzékeltetni, az építészeti kerettel az evilági, a mennyei trónon megjelenő evangelistával és szimbólumaival a túlvilági létet. A festő az árkádos kereten belül térbeli rendet teremtett. Térbeliség jellemző a ruha és a test ábrázolására is. A ruha redőin is térillúziót keltő fények és árnyékok jelennek meg. Ezek a vonások közvetlen bizánci előzményekre vezethetők vissza és még korábbról a hellénisztikus művészetből származnak.

### A Cutbercht evangeliárium
A Cutbercht evangeliárium 770 körül készült, illusztrátora kétségtelenül angolszász szerzetes volt. Lehetséges hogy a könyv Salzburgban készült, mert a területen a 8. és 9. században jelentős missziós tevékenységet folytattak angolszász szerzetesek. Kultúrájuk fontos szerepet játszott a karoling központokban, ezt mutatja Nagy Károly bizalmasának, Alkuinnak a példája is. Az illusztrációkon megjelennek az ír miniatúrafestészet motívumai, a bonyolultan kiképzett csomók és fonatok.

### A soissons-i Szent Medárd evangeliárium

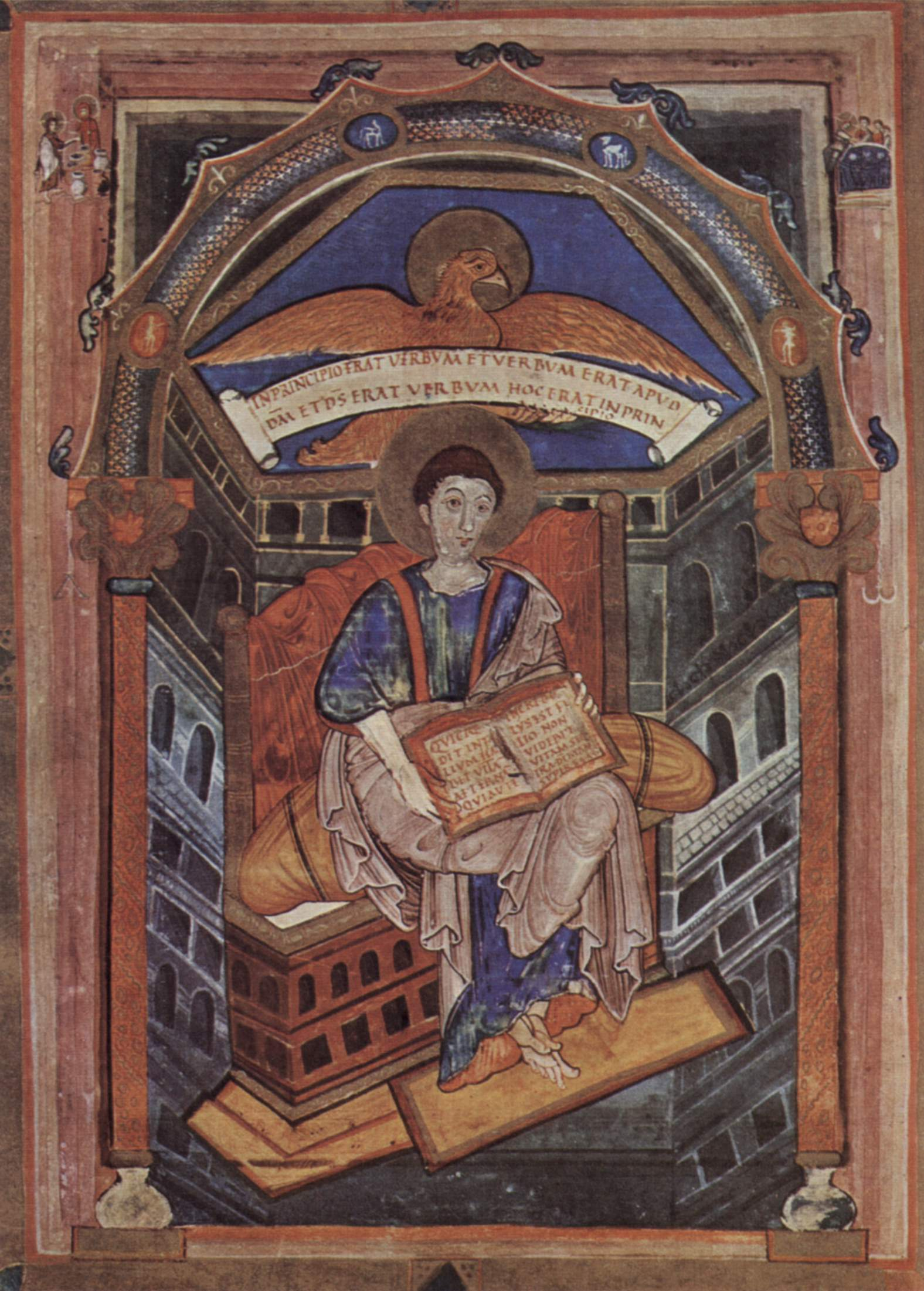
János evangélista ábrázolása a soissoons-i Szent Medárd-evangeliáriumban

A 9. század elején készült csodálatosan gazdag díszítésű kódex eredetileg Nagy Károly tulajdona volt, majd az uralkodó fia Jámbor Lajos 827-ben a soissons-i Szent Medárd-kolostornak ajándékozta. A jelek szerint már a bizánci illuminátorok tapasztalatainak ismeretében készült az aacheni palotaiskolában. Miniatúráin mozgalmas jeleneteket és architektonikus díszleteket láthatunk. Egyik miniatúráján megjelenik az élet forrása, amelyhez egzotikus madarak és más állatok járulnak. A Paradicsomnak a kút körül elrendezett attribútumai, az egzotikus növények és állatok a kutat „mennyei épület”-nek jelenítik meg. A háttérben palotaszerűen magasodó exedra is a Mennyei Jeruzsálemre utalhat. Az evangeliárium Szent János lapja két részre válik szét. Az egyik az evangelista alakja, a másik az építészeti elemekből álló keret. A ferdén, mintegy térbelien a képbe nyúló városfal egyik trónként felfogott bástyáján ül Szent János. Az építészeti részlet a belekomponált alakkal sok karoling evangelistaábrázolás jellemzője

### A Bécsi Genesis kódex hatása a karoling miniatúrákra
Az aacheni palotaiskolában 800 körül készült ún. Bécsi koronázási evangeliárium bizánci hagyomány szellemében antik alakokat állít idillinek ábrázolt táj elé. A bő köpenyes Márk evangélista teraszos tájban ül. Az ír hatás ebben az esetben kizárható. Az alaknak ugyanilyen tájba való helyezése jellemzi a Bécsi Genesist, egy valószínűleg a 6. század közepén Konstantinápolyban vagy Antiochiában illusztrált kódexet. A Bécsi Genesis hagyományát folytatja az Utrechti Psalterium is, a reimsi iskola alkotása. A Bécsi Genesistől jelentősen eltér viszont a figurák és az őket körülvevő tájak egyéni ábrázolásmődja. A Karoling-kori miniatúrafestészetben ezek a rajzok az illuzionisztikus térábrázolás csúcspontját képviselik.

### A tours-i Montier-Grandval Biblia
A Tours-ban 840 körül készült Montier-Grandval Biblia teremtés-jelenetére is nagymértékben hatott a Bécsi Genesis kódex. A történet egyes jeleneteit a talaj sávjai, fák és épületek tagolják bizánci minta alapján. Bizánci jellegű ezenkívül a fákkal és a figurák többszöri szerepeltetésével való tagolás. Jelentősek azonban a különbségek is, a bizánci drámai megformálást a kompozíció világos felépítése, áttekinthető elbeszélő stílusa váltja fel. A sávok egy-egy leírt sor hatását keltik, ezzel könnyítik meg a képekkel elmondott szöveg értelmezését.

### Ebo evangeliáriuma

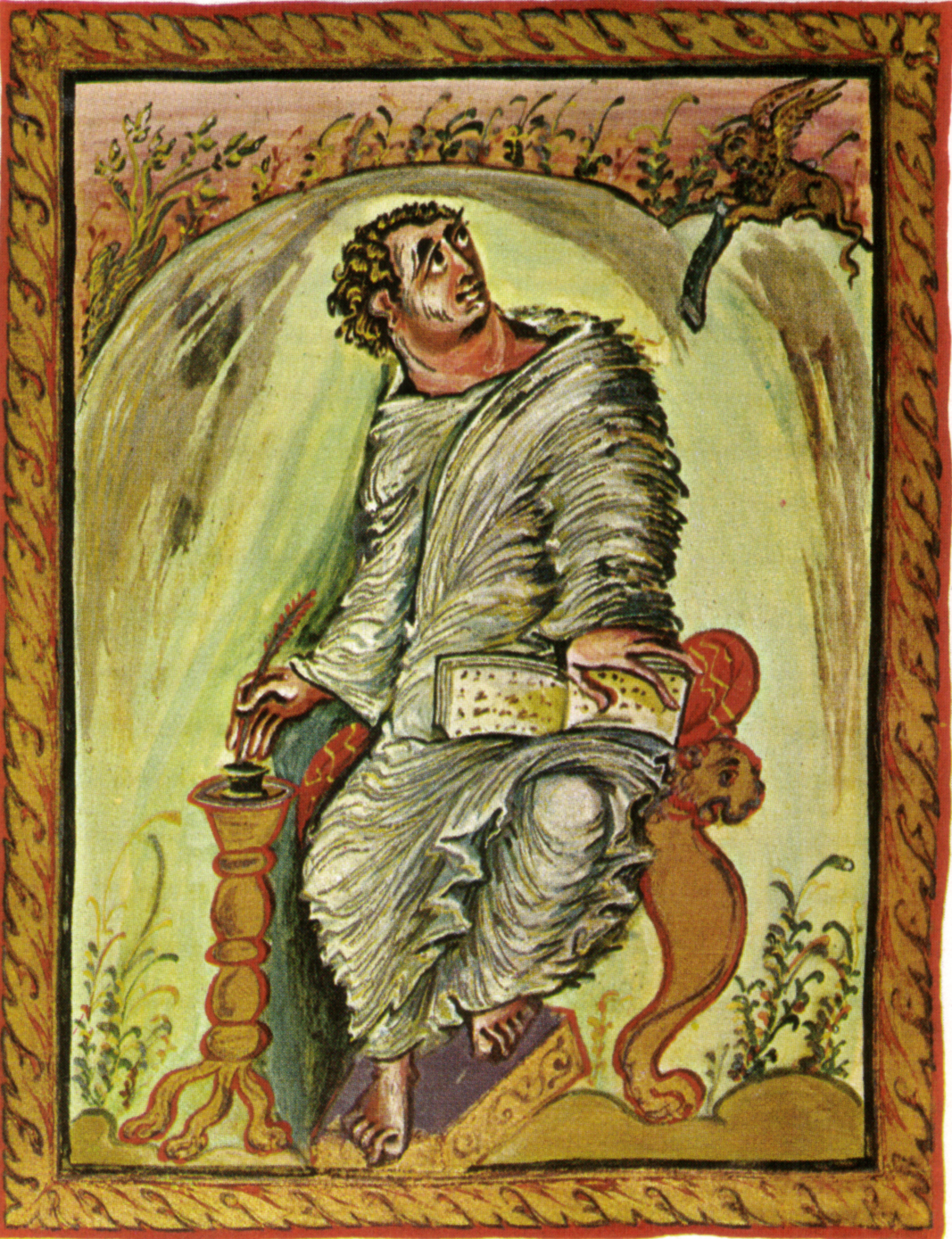
Márk evangélista ábrázolása az Ebo evangeliáriumban, Reims

A reimsi katedrális iskolájának tulajdonított kódexek miniatúráira nagy kifejezőerő jellemző. A Bécsi Genesis hagyományait folytatva, de a bizánci példától elszakadva egyéni stílusban készültek a 9. század első negyedében Ebo evangeliáriumának miniatúrái. Ebo 816-tól 835-ig volt Reims püspöke. Az ő nevét viselő evangeliárium 823 előtt keletkezett és feltűnik benne a reimsi iskolára jellemző szálkás stílus. Ezt szemléltetik az ideges, vibráló ruharedők, és a figurák mögött a festői módon ábrázolt táj, ami a műhelyt alapító Ebo püspök heves szellemiségét és temperamentumát tükrözi.

### Kopasz Károly bibliái

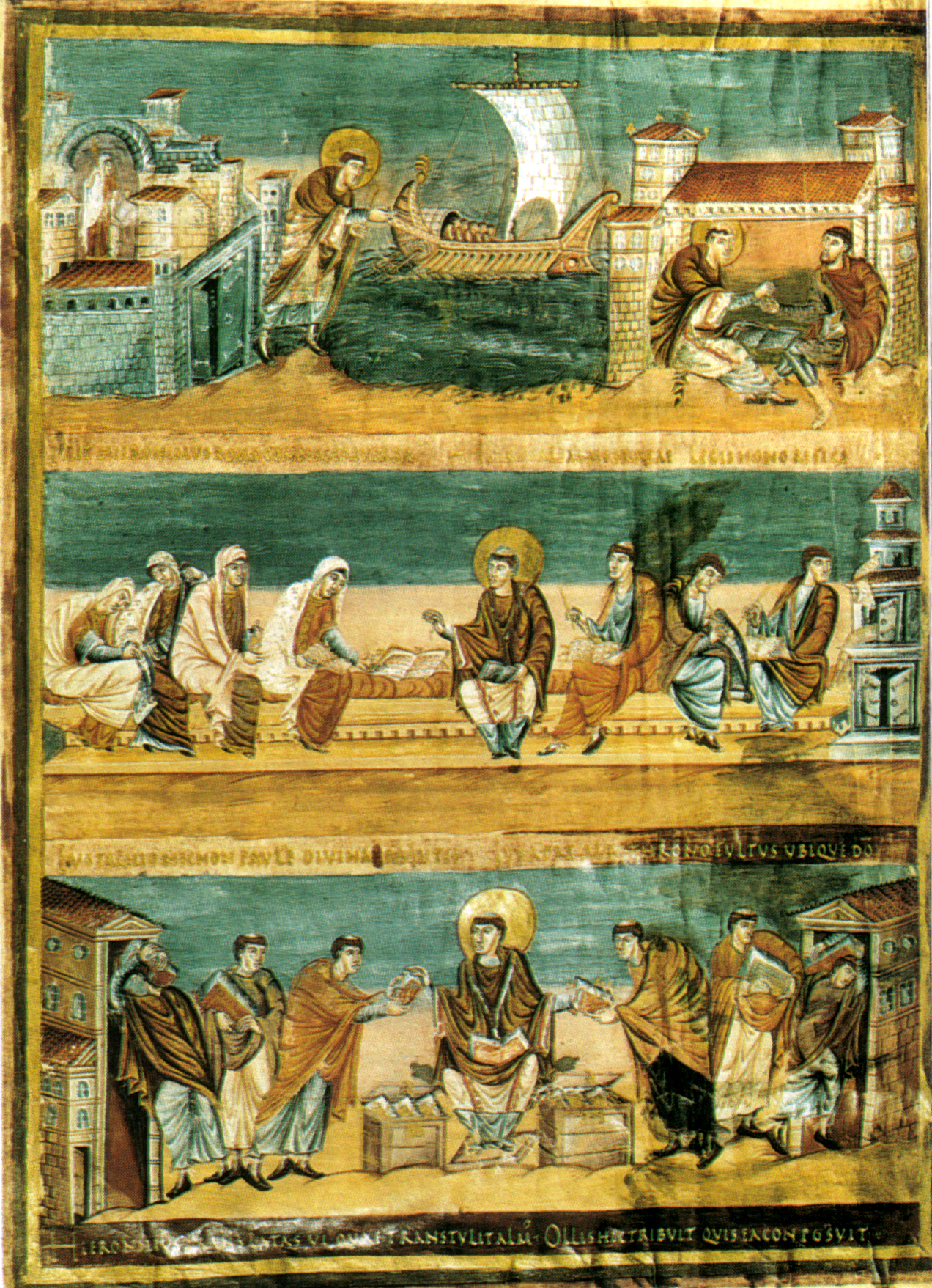
Kopasz Károly első bibliája

A Karoling-kori kéziratok legnagyobb része Biblia vagy evangeliárium. Alkotóik ügyesen alakították át az ótestamentumi jeleneteket a korabeli történelem epizódjaivá, mint például Kopasz Károly első bibliájának lapjain. Kopasz Károly ún. első bibliája 851 körül készült, a Karolig-kor hagyománytisztelete és az angolszász stílus kifinomultsága ötvöződik benne. Egyik lapján Marmoutier apátságának szerzetesei átnyújtják a császárnak az általuk illusztrált kéziratot. Az uralkodó képe, aki zenészek és a fő erények társaságában hárfán játszik az ótestamentumi Dávid király ábrázolásaira vezethető vissza. Ez az egyik első olyan alkotás a középkori Nyugat-Európa művészetében amelyen kortárs esemény látható. Kopasz Károly második bibliája a Tournay melletti Saint-Amand kolostorban készült 871 és 877 között. Szinte mindegyik iniciáléján az ír szalagfonatos díszítőművészet hatását mutatja. Az uralkodó harmadik bibliája, amelyet a 870-ben Richildisszel kötött házassága alkalmából rendelt, a császárt trónján ülve ábrázolja, miniszterei és fegyverhordozói társaságában. A kéziratot ma a San Paolo fuori le mura székesegyházban őrzik. A három közül ez a kézirat a legdíszesebb, készítője jól ismerte a tours-i és a reimsi iskolák alkotásait.